# Engadinerhaus

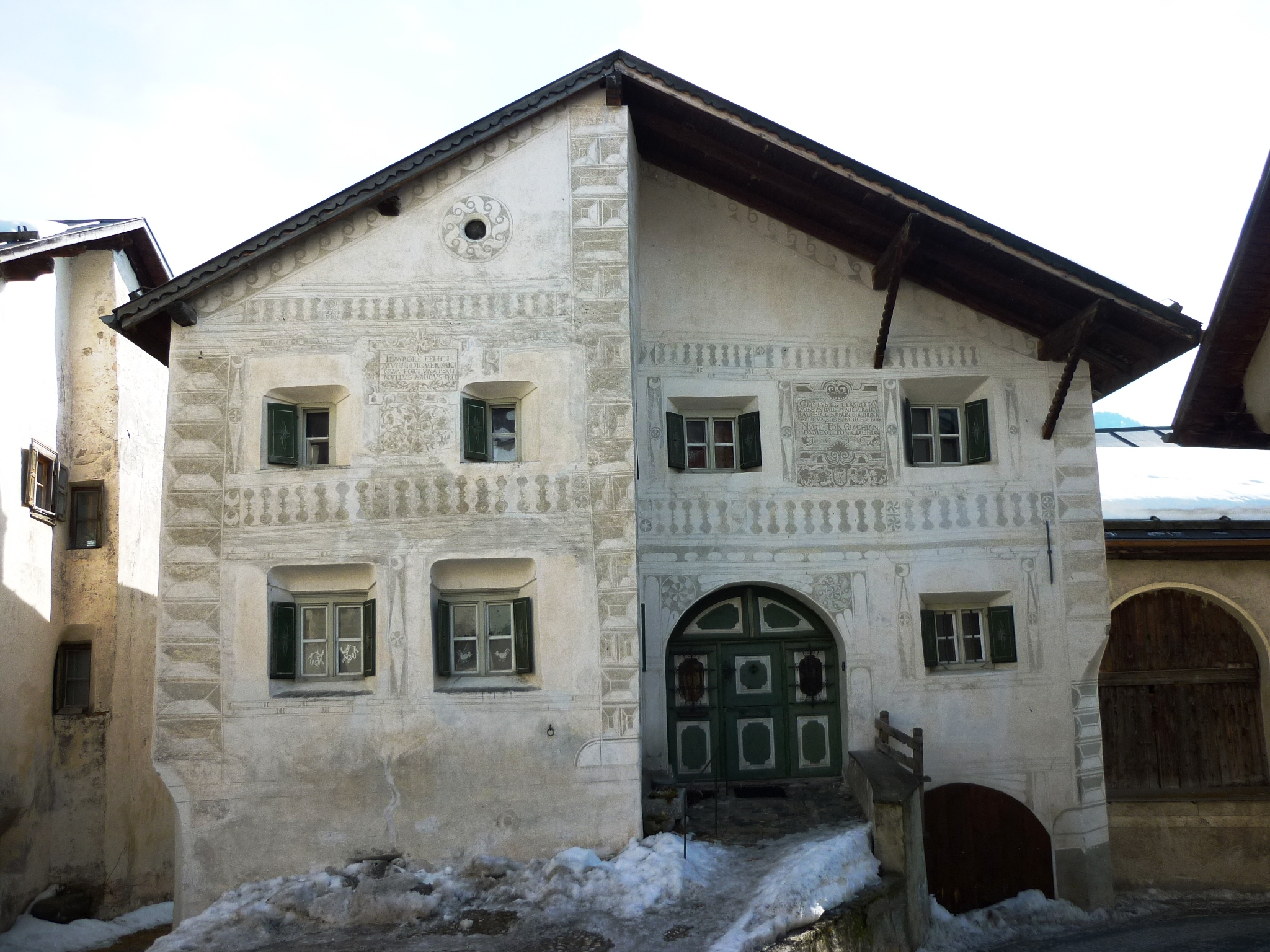
Engadinerhaus (Schellenurslihaus) in Guarda mit den zwei Eingangstoren in Wohnteil und Stall

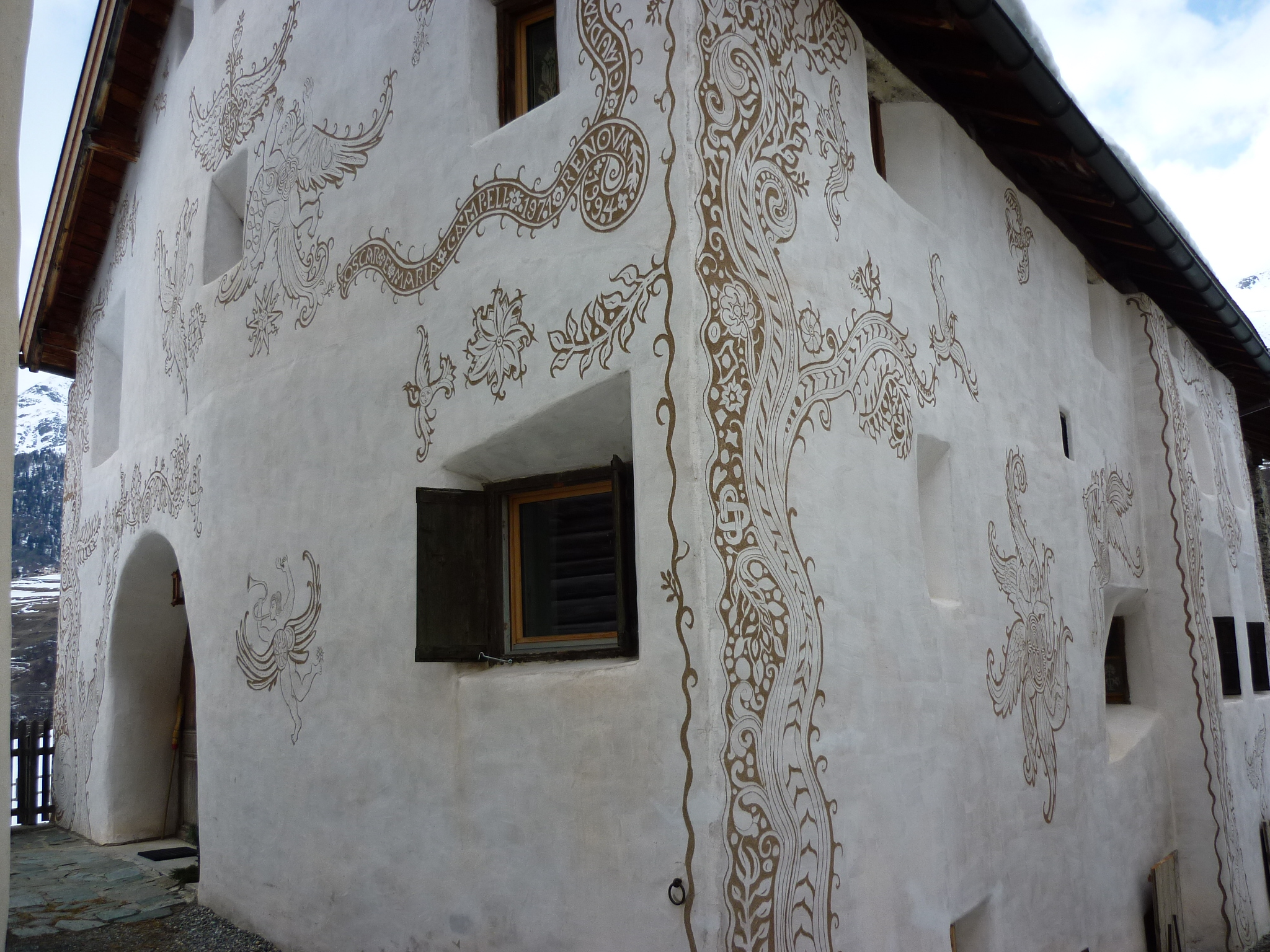
Engadinerhaus mit Sgraffiti von Steivan Liun Könz in Sur En

Das Engadinerhaus ist ein Bauernhaustyp aus dem Engadin, dem Vinschgau und dem Tiroler Oberinntal.
Typisch für das Engadinerhaus sind die wuchtigen Steinmauern, die oftmals mit der Sgraffito-Technik verziert sind, die tiefen Fensterfluchten, der Erker und die beiden Eingangstore in den Sulèr und den Stall an der Stirnseite.
Es handelt sich um ein dreistöckiges Wohnstallhaus.

## Geschichte
Ein Engadinerhaus besteht meist aus mehreren Bauepochen und wurde je nach Bedürfnissen nach dem Additionsprinzip laufend erweitert und aufgestockt. Auf den alten Grundmauern der durch Krieg und Feuer zerstörten Häuser wurde das neue Haus gebaut.

### 1100–1300
Aus der Römerzeit bis ins mittelalterliche Burgenzeitalter ist wenig über das Engadinerhaus bekannt. Fest steht, dass sich bis zum 12. Jahrhundert quadratische Turmhäuser oder rechteckige Saalhäuser entwickelt haben. Da diese Bauten meist einräumig sind, schlafen und wohnen die Bewohner im selben Raum. In einer Ecke befindet sich jeweils eine Aussparung in der Aussenwand, durch welche der Rauch der Feuerstelle abziehen kann. Solche Steinbauten sind massiv und feuersicher gebaut und überdauern viele Kriege und Dorfbrände. Die Stallbauten, vermutlich aus Holz gefertigt, befinden sich etwas abseits des Wohnteiles.

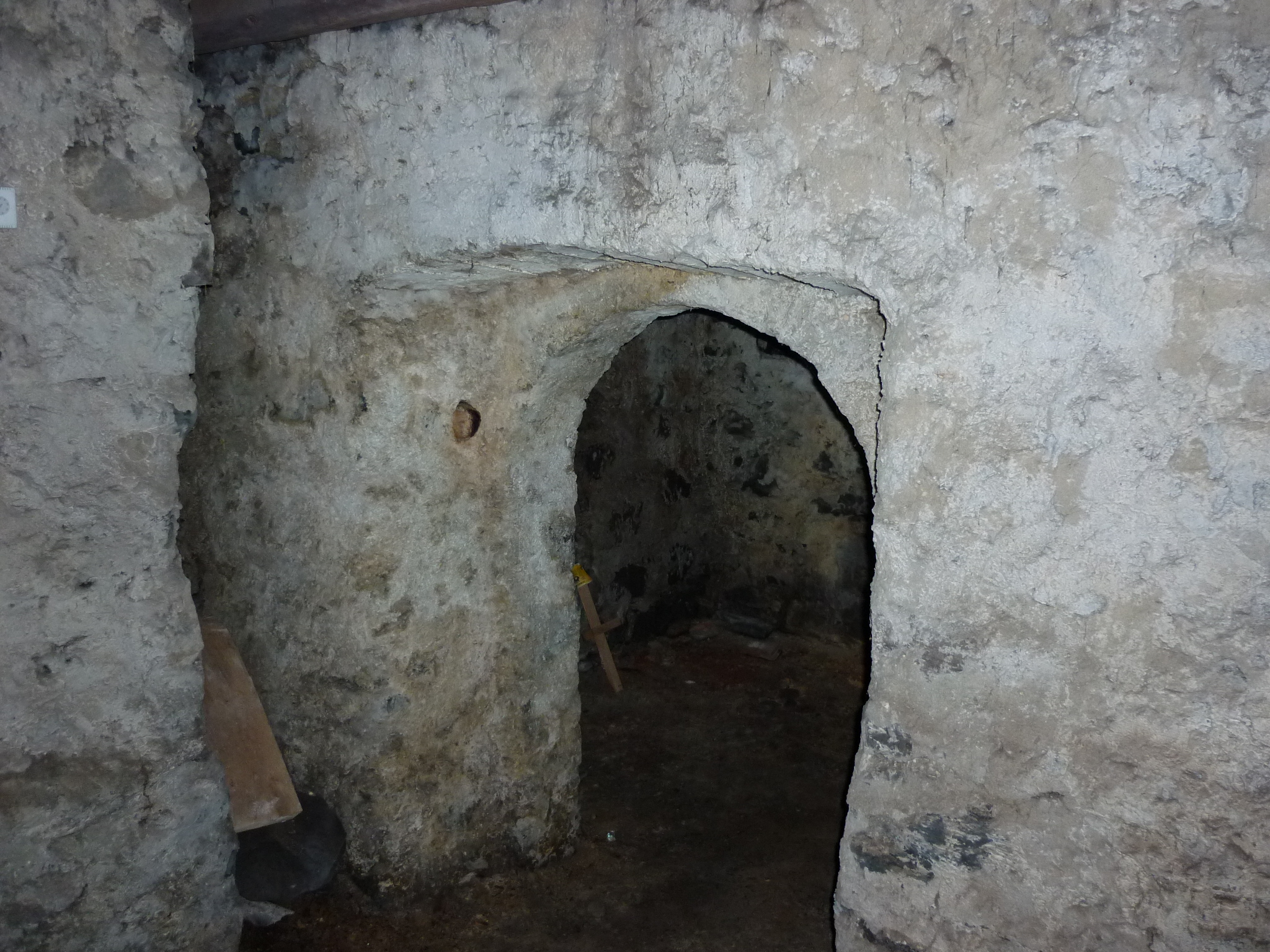
Mauern eines einst zweistöckigen Wohnturms mit Durchgang in einen zweiten Raum, links eine Verstärkungsmauer bei einem späteren Ausbau

### 1300–1500
Unter den Wohnraum mit Feuerstelle wird ein Keller eingebaut, welcher ganz oder halb eingegraben ist. In den Wohnraum gelangt man über einen Hocheingang. Über dem Wohnraum befindet  sich der Schlafraum. Oft befindet sich dieser auch neben dem Feuerraum als Strickbau auf Pfählen oder niedrigen Fundamenten. Schlaf- und Wohnraum verfügen über separate Eingänge. 

### 1500–1800
Durch Wiederaufbauten der Häuser nach Kriegen oder Bränden rücken die einzelnen Elemente immer näher zusammen und neue werden angebaut. Im Untergeschoss befindet sich nun um einen Hof (cuort), welcher durch eine steile Einfahrt erreichbar ist, Vorratskammern und Stallungen. Im Erdgeschoss bleiben die drei Räume bestehen. Diese sind durch eine steile Treppe aus dem Hof und über einen kleinen Gang erreichbar. Der ursprüngliche Schlafraum wird aus dem Erdgeschoss in den oberen Stock verlegt, wo sich, in der Fortsetzung des Strickbaus, eine Schlafkammer befindet. Der Raum im Erdgeschoss wird nun als Wohnstube gebraucht. Erstmals sind Wohn und Feuerraum getrennt.
Der Stall mit der darüberliegenden Scheune wird gleich an das Feuerhaus angebaut und überdacht. Später wird auch noch der halb unterirdisch liegende Hof mit Zugängen zu Kellern und Vorratsräumen überdacht. So gelangt man ebenerdig zu Küche und Stube. Die Zimmer im ersten Stock sind mit einer Laube untereinander- und über eine steile Treppe mit dem Erdgeschoss verbunden. In die Scheune über dem Heustall fährt der Landwirt über die leicht ansteigende Bedachung des Hofs. 
Als letztes wird zwischen Küche und Scheune eine Vorratskammer eingebaut. 
Der beschriebene Aufbau bildet grundsätzlich bis heute die Basis des klassischen Engadiner Bauernhauses.

## Verbreitung
Das Engadinerhaus wurde aus dem Inntal in die Nachbartäler Albulatal, Bergell, Surses, Paznauntal und das Val Müstair exportiert. 
Bekannte Dörfer mit Engadinerhäusern sind im 
- Albulatal: Bergün/Bravuogn
- Bergell: Vicosoprano
- Oberengadin: Grevasalvas, La Punt Chamues-ch, Zuoz
- Unterengadin: Ardez, Guarda, Lavin, Martina, Sclamischot, Scuol, Tschierv

Interessante Engadinerhäuser sind unter anderen das Pfarrhaus Scuol, die Chasa Baer-Gaudenz und die Chesa Planta (Samedan).

## Gruppierung der Häuser in einem Dorf

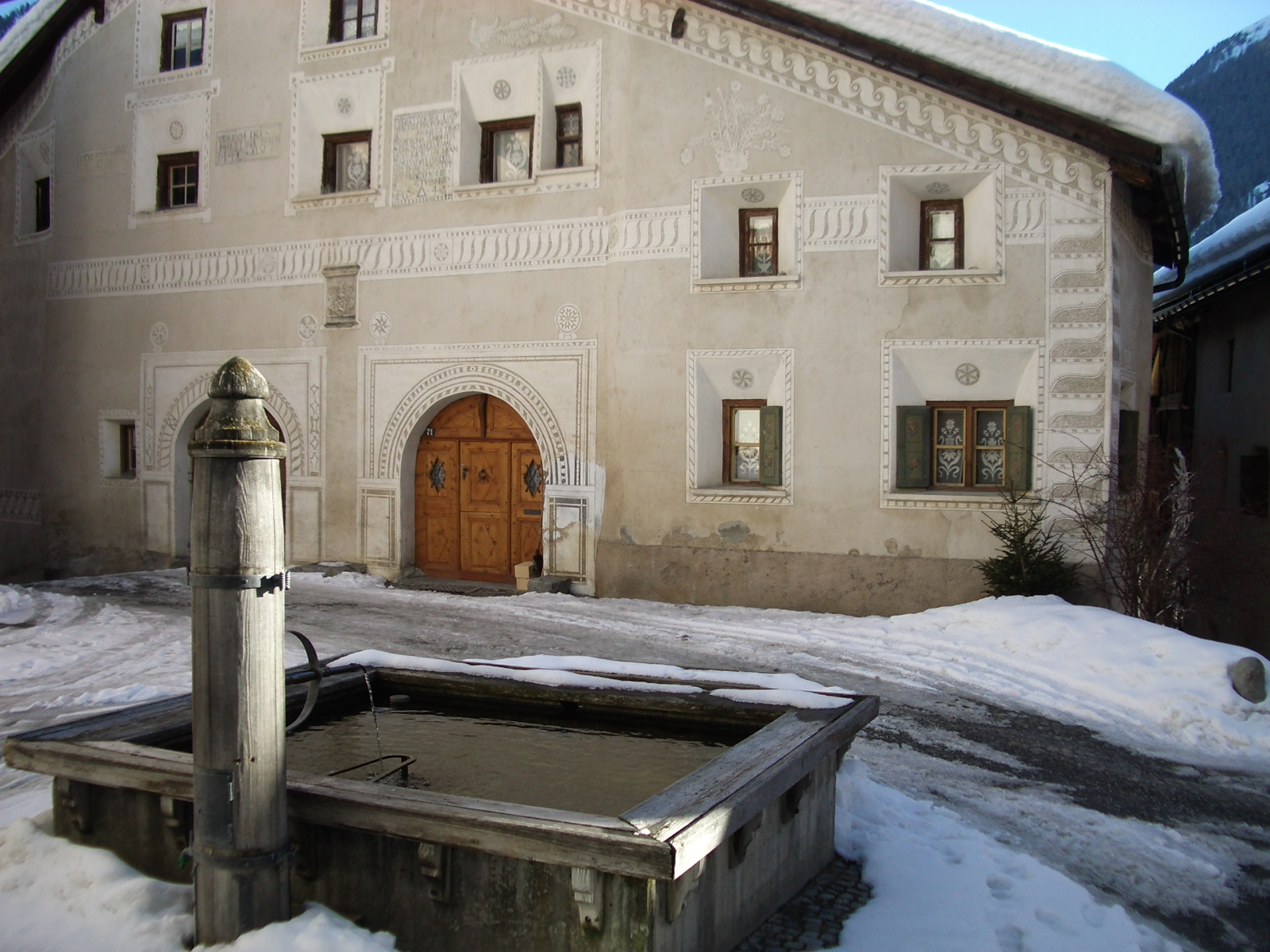
Dorfteil Plazetta in Ardez

Das Engadinerhaus wird selten als einzelner Bau wahrgenommen; meist steht es in einem Bezug mit den umliegenden Häusern.
Als die Engadiner Dörfer durch diverse Kriege dem Erdboden gleichgemacht und anschliessend wieder aufgebaut wurden, rückten die Häuser immer näher zusammen. Zur besseren Verteidigungsmöglichkeit und zu mehr Sicherheit wurden die Dörfer so eng wie nur möglich gebaut. Die einzelnen Häuser stehen seither einander zugewandt um kleine Plätze mit Brunnen in der Mitte. Sie sind entsprechend der romanischen genossenschaftlichen Dorf- und Wirtschaftsorganisation dem Dorfplatz oder der Strasse und nicht der Sonne zugekehrt.
Diese Quartiere besitzen bestimmte Weiderechte und sind auch für den Unterhalt ihres Brunnens zuständig. Das Dorf Ardez zum Beispiel war in fünf Dorfteile mit Weiderechten aufgeteilt, die «vachers» genannt wurden und zu denen die fünf Maiensässe Las Teas, Craista Suterra, Val Gronda, Mundaditsch und Chöglias gehörten. Alle Eingänge einer solchen Brunnenschaft oder Dorfteiles gehen vom gleichen Platz aus und dieser ist auch von jedem Stuben- oder Erkerfenster aus sichtbar. Da die Heuwagen (tragliun) durch den Wohnteil zum Heuboden fahren müssen und deshalb eine Einfahrtsmöglichkeit im rechten Winkel benötigen, sind diese Häuser oft in sich verdreht gebaut. So hat jedes Haus eine individuelle Grundrissgestaltung.

## Konstruktion
Das Haus besteht aus einem hintereinander liegenden Wohn- und Wirtschaftsteil (Stall, Scheune). Der Wirtschaftsteil mit dem Heuboden ist wenn möglich nach Süden ausgerichtet, damit das Heu gut trocknen kann und für das Dorf gefährliche Heustockbrände verhütet werden können. Die typischen vertikalen Holzwände haben Lüftungsschlitze, die eine gute Durchlüftung des Heus gewährleisten. 
Die massiv aussehenden Steinhäuser sind in ihrem Kern meist Holzhäuser. Die aus Holzbalken aufgezimmerten Wände wurden erst wenn sie sich gesetzt hatten und das Holz gut ausgetrocknet war, mit einer Mantelummauerung versehen. Deren Dicke ist an den tiefen trichterartigen Fensternischen ersichtlich. Auf der Strassenseite ist der Wirtschaftsteil ummauert, mit künstlichen oder aufgemalten Fenstern usw. herausgeputzt, während er auf strassenabgewandten Seite hauptsächlich aus Holz besteht. Das obere Tor (Erdgeschoss: Wohnteil, Scheunenzufahrt) und untere (Untergeschoss: Stall) befinden sich auf der Giebelseite des Hauses. Liegt das Haus hart an der Strasse, befindet sich der Stallzugang auf der Traufseite.

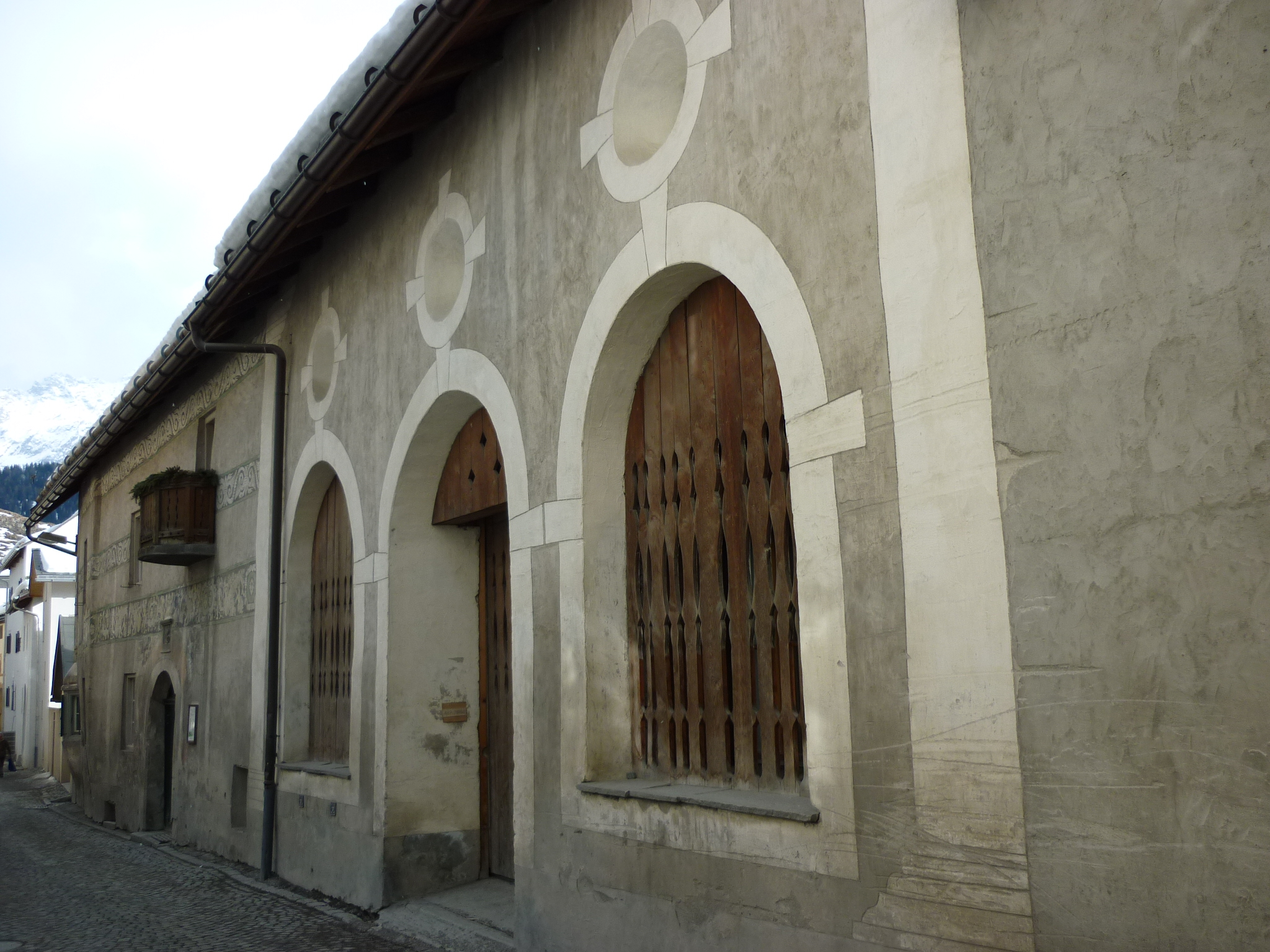
Engadinerhaus mit Wohn- und Wirtschaftsteil an der ehemaligen Hauptstrasse in Ardez
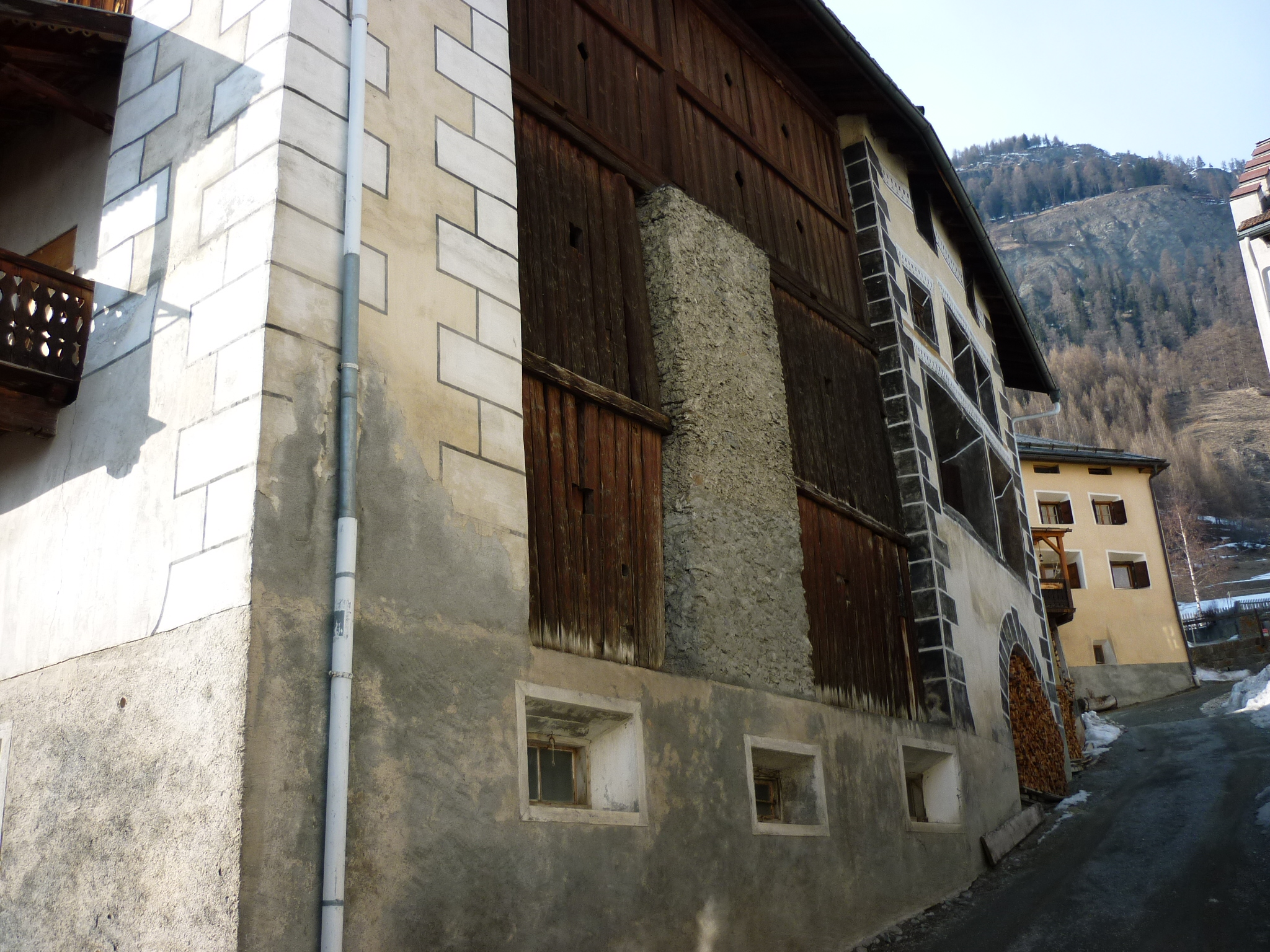
Heubühne mit vertikalen Brettern, unten Stallfenster
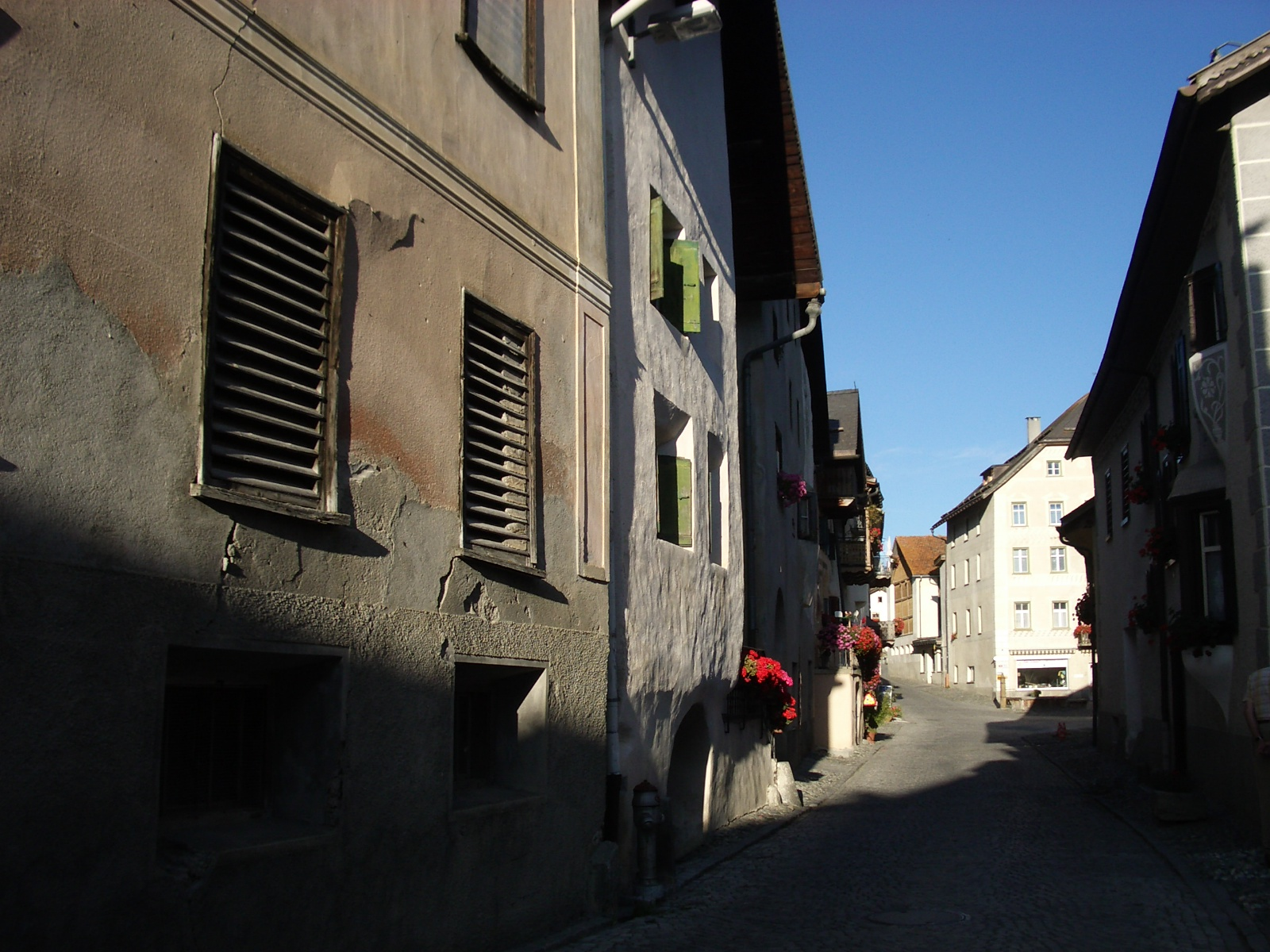
Heubühne mit Fensterlädenattrappen und aufgemaltem Fenster an der ehemaligen Hauptstrasse in Ardez
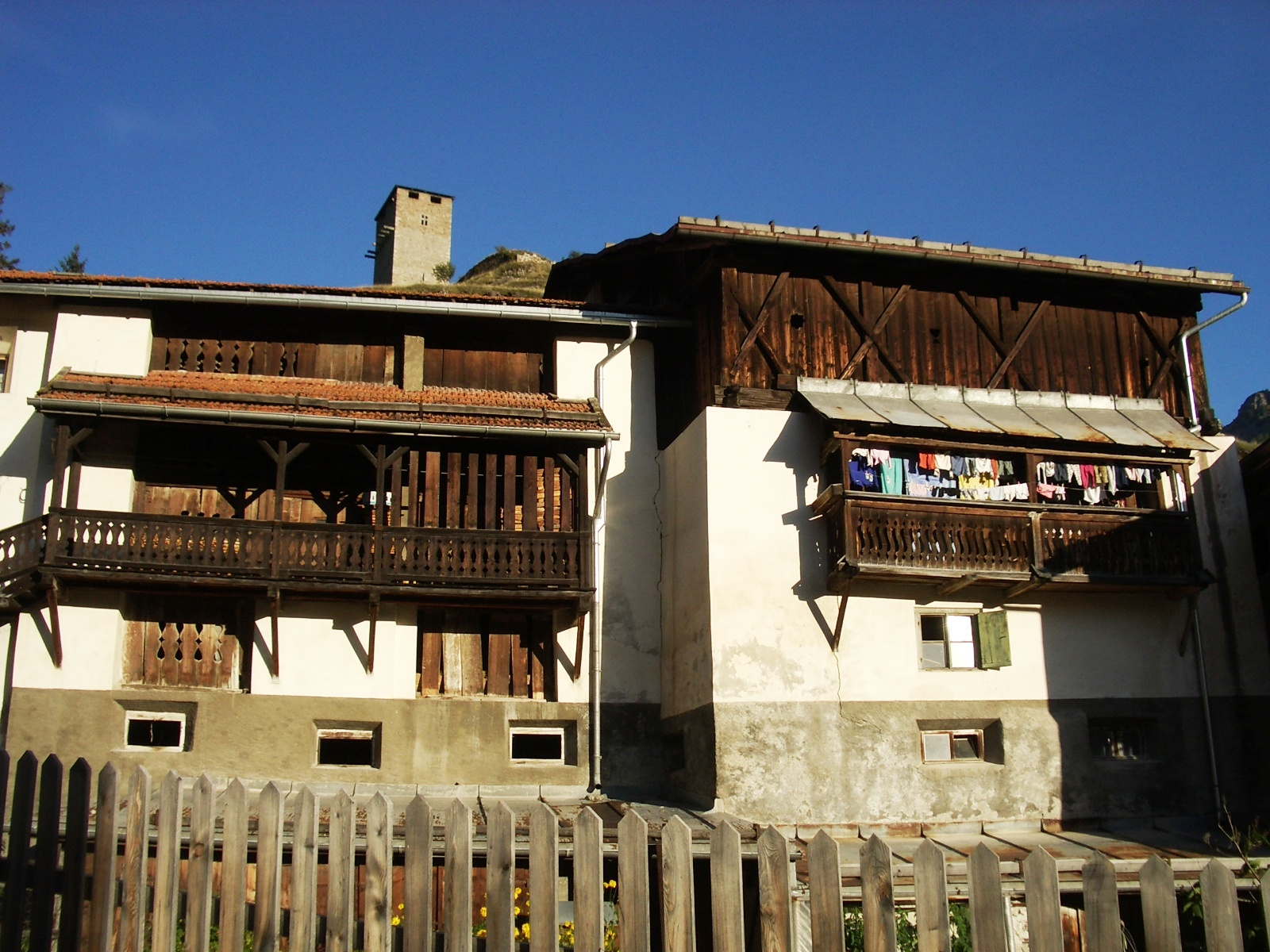
Heubühnen und Wäsche zum Trocknen gegen Süden ausgerichtet

## Schmuckformen
Die Engadinerhäuser sind für ihre Hausmalereien und Sgraffitoornamente bekannt. Insbesondere die Giebelfassaden sind mit der aus Italien stammenden Sgraffitotechnik geschmückt, die im Engadin vervollkommnet wurde. Es gibt kunstvoll verzierte und bemalte Erker und Haustore in Rokokoschnitzereien. Die Wappen, aufgemalt, aus Granit oder in prunkendem Marmor sind der Stolz des Hauses. Mit Hilfe des Heimatschutzes konnte mancher Hausfassade ihr früheres Antlitz wieder gegeben werden.

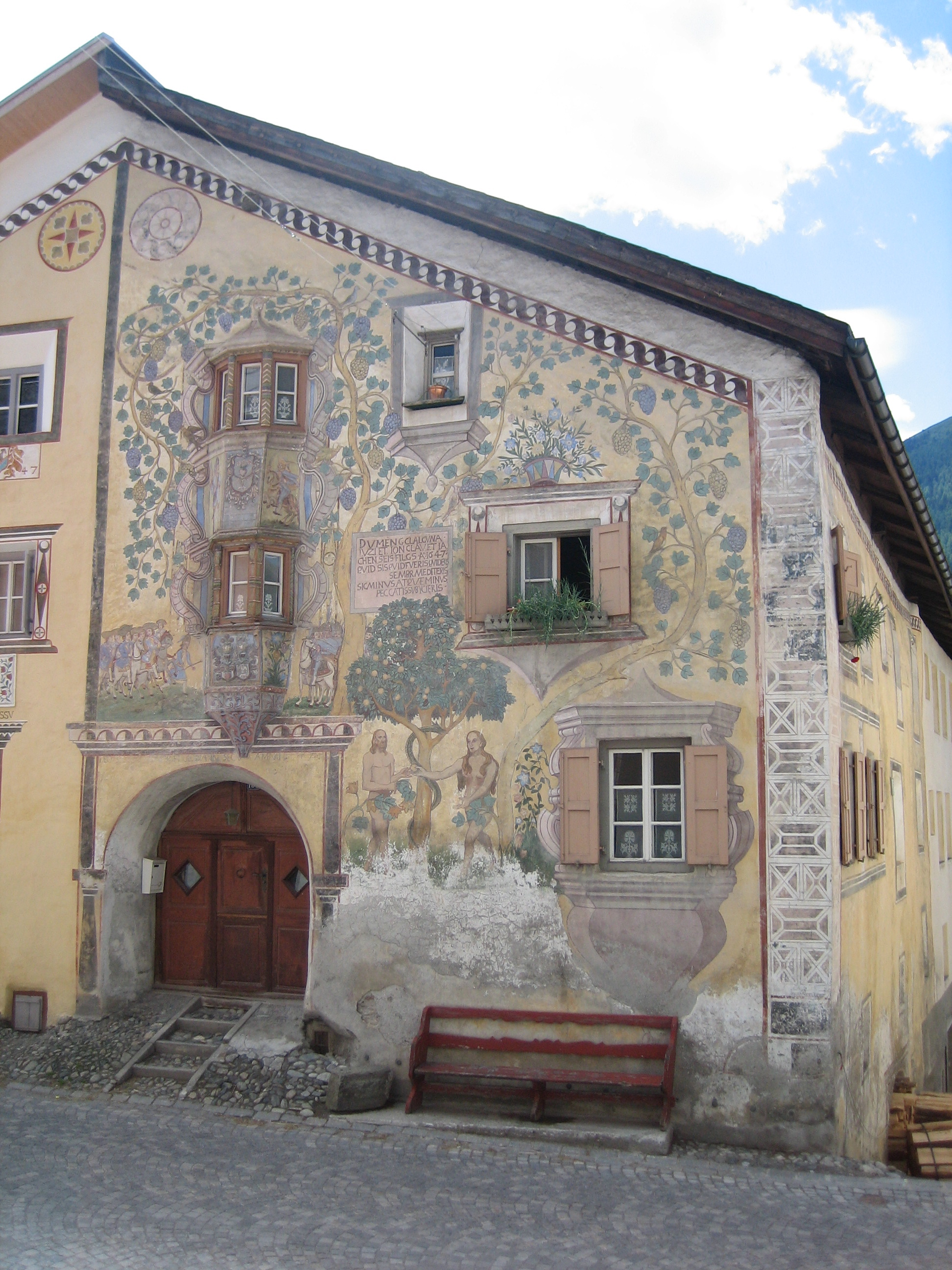
Engadinerhaus mit seltenem Doppelerker, der Stallzugang rechts (kleines Fenster) wurde bei der Strassennivellierung zugemauert
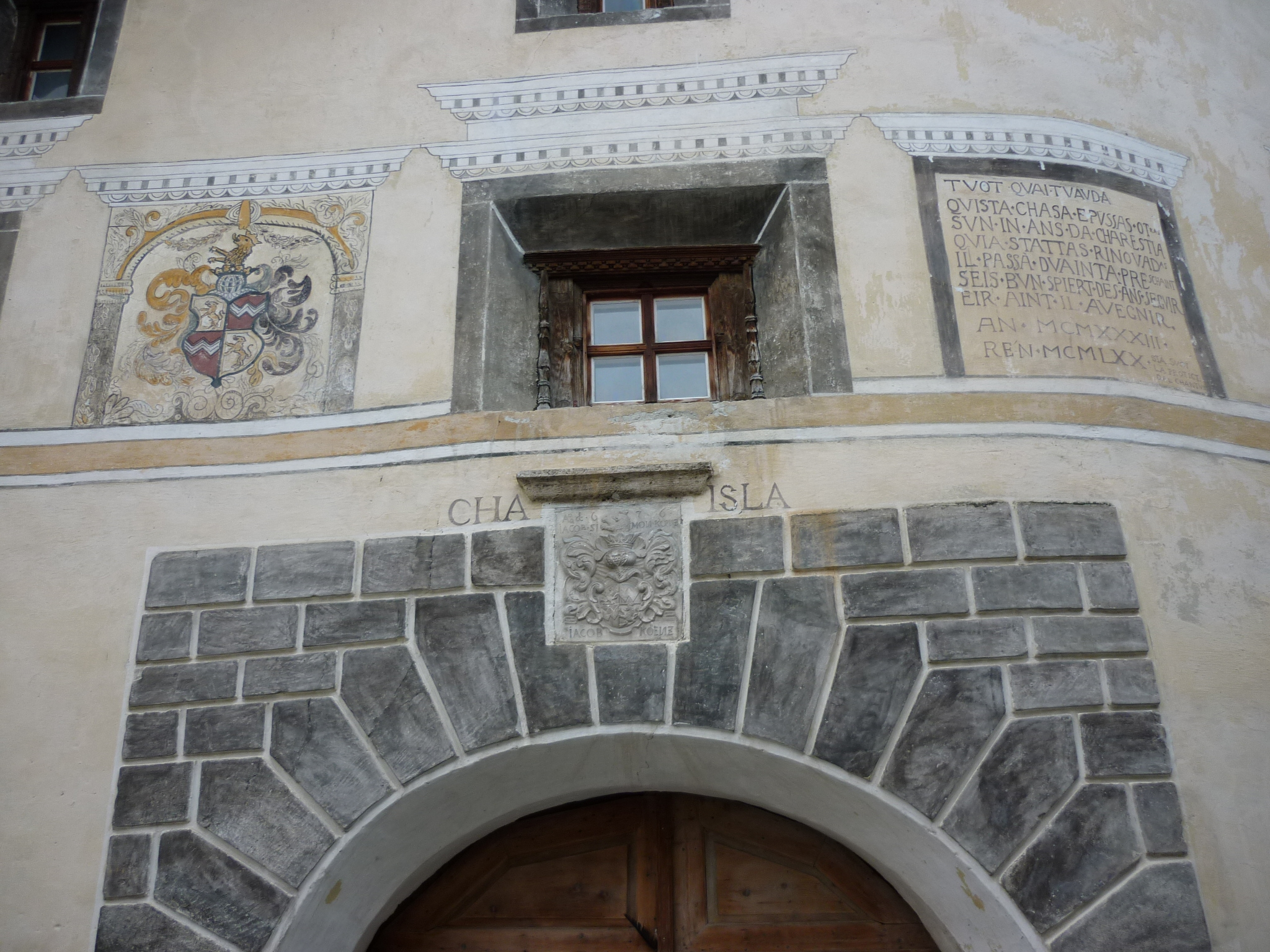
Wappen Cha Isla
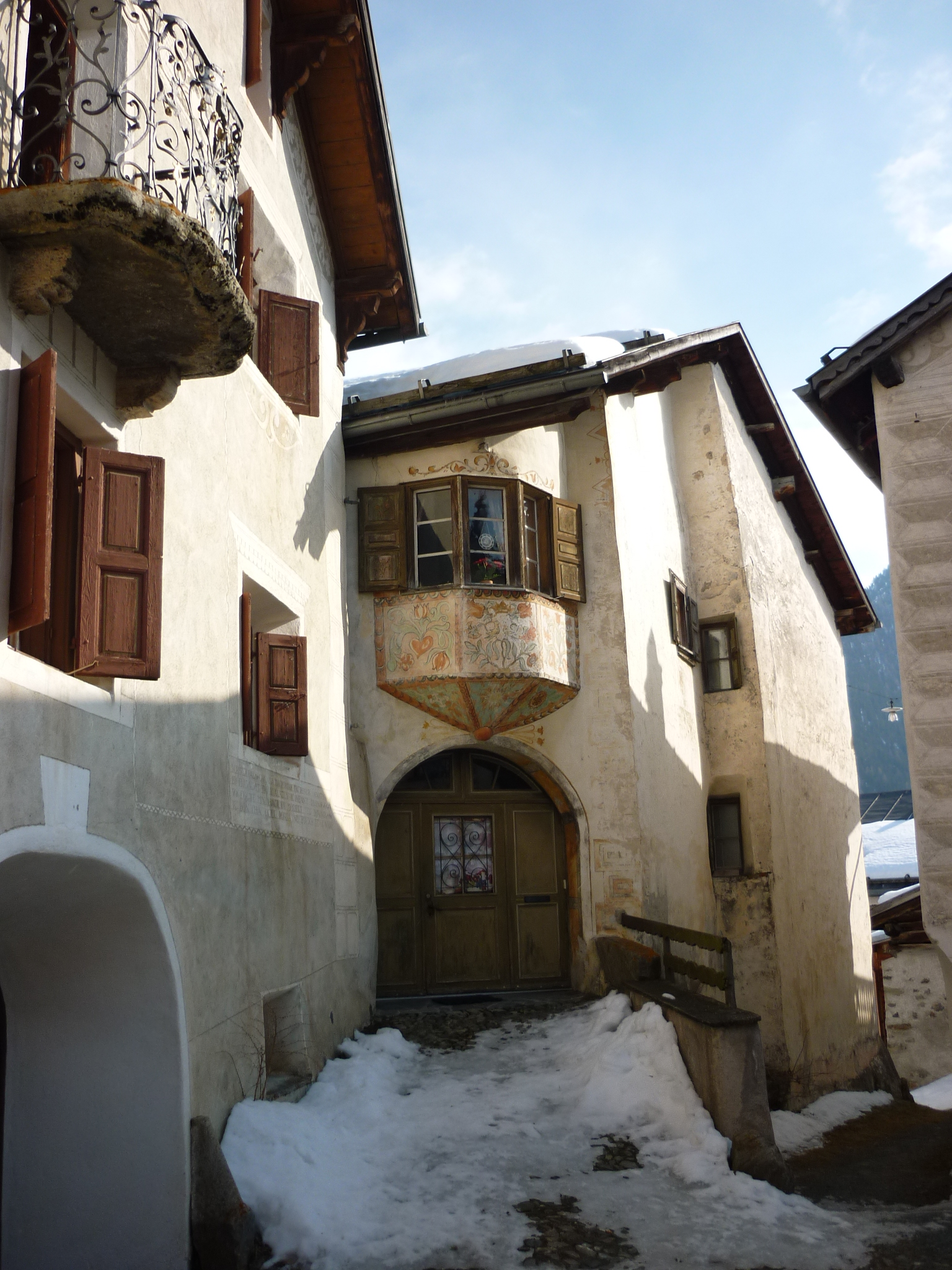
Erker in Guarda
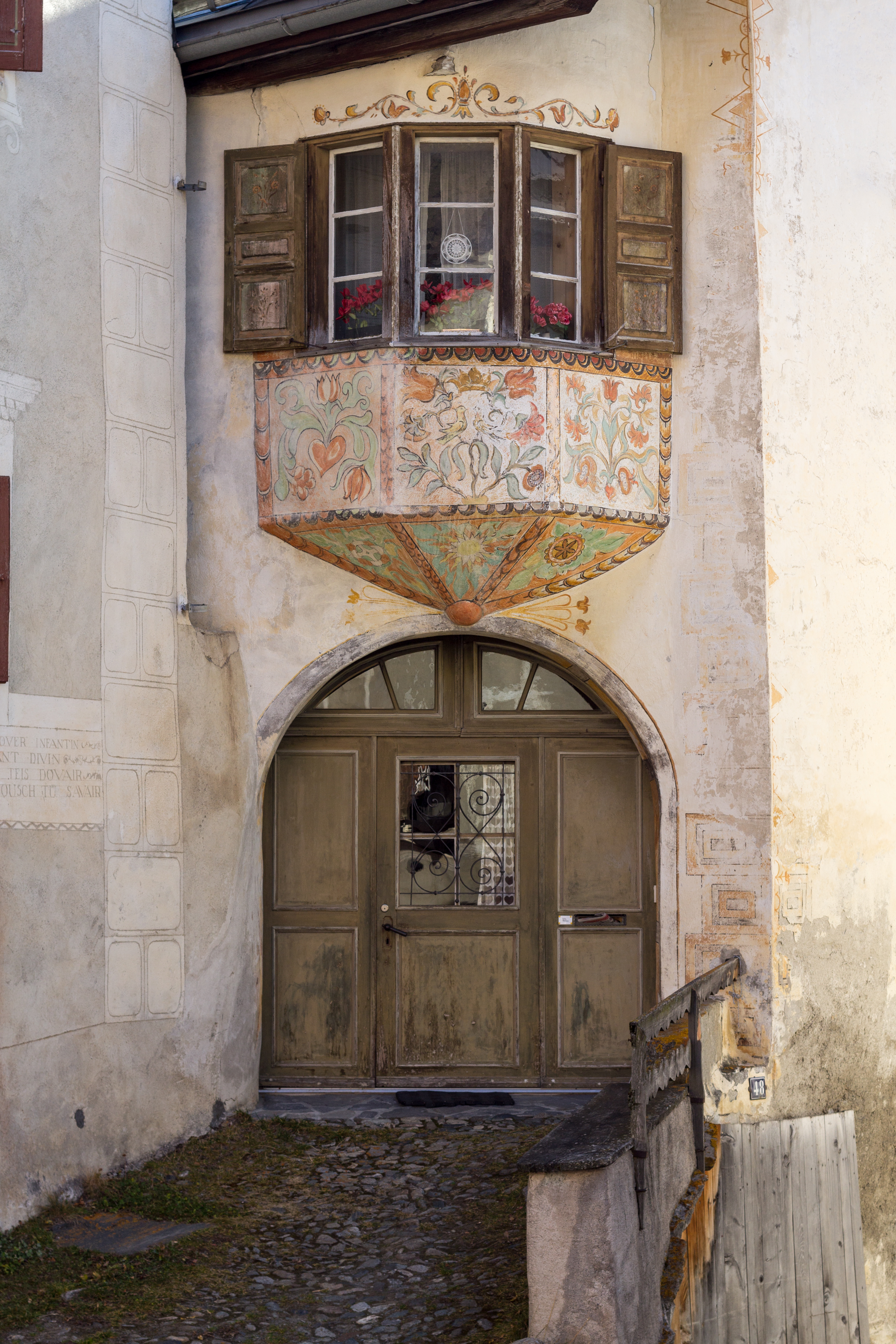
Bemalter Erker in Guarda

Eine weitere Schmuckform sind die Dachgiebel. Die geschweiften «Sentergiebel» sind nach dem Engadinerdorf Sent benannt. Die  Treppengiebel stammen aus dem Tirol.
Früher zierten Hängenelken (Gebirgshängenelken, Dianthus caryophyllus) – oft auch Engadiner Hängenelken (neglas engiadinaisas) genannt – fast jedes Engadiner Haus. Heute sind diese Zierpflanzen praktisch verschwunden. Um die Farbtupfer an den Hausfassaden nicht ganz in Vergessenheit geraten zu lassen, sammelt ProSpecieRara Schweiz alte Hängenelkensorten.

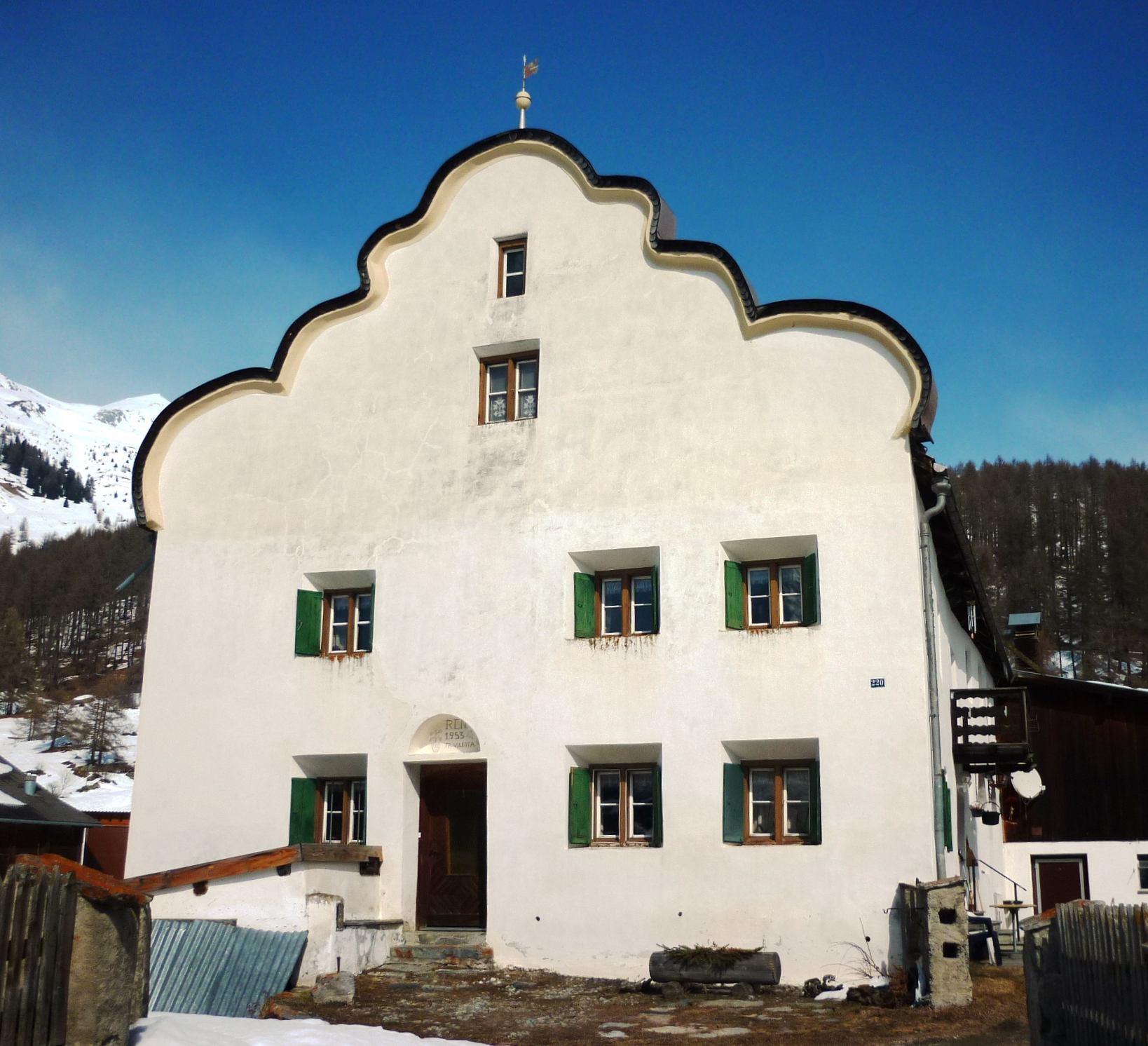
Haus Viletta mit mehrfach geschweiftem Sentergiebel
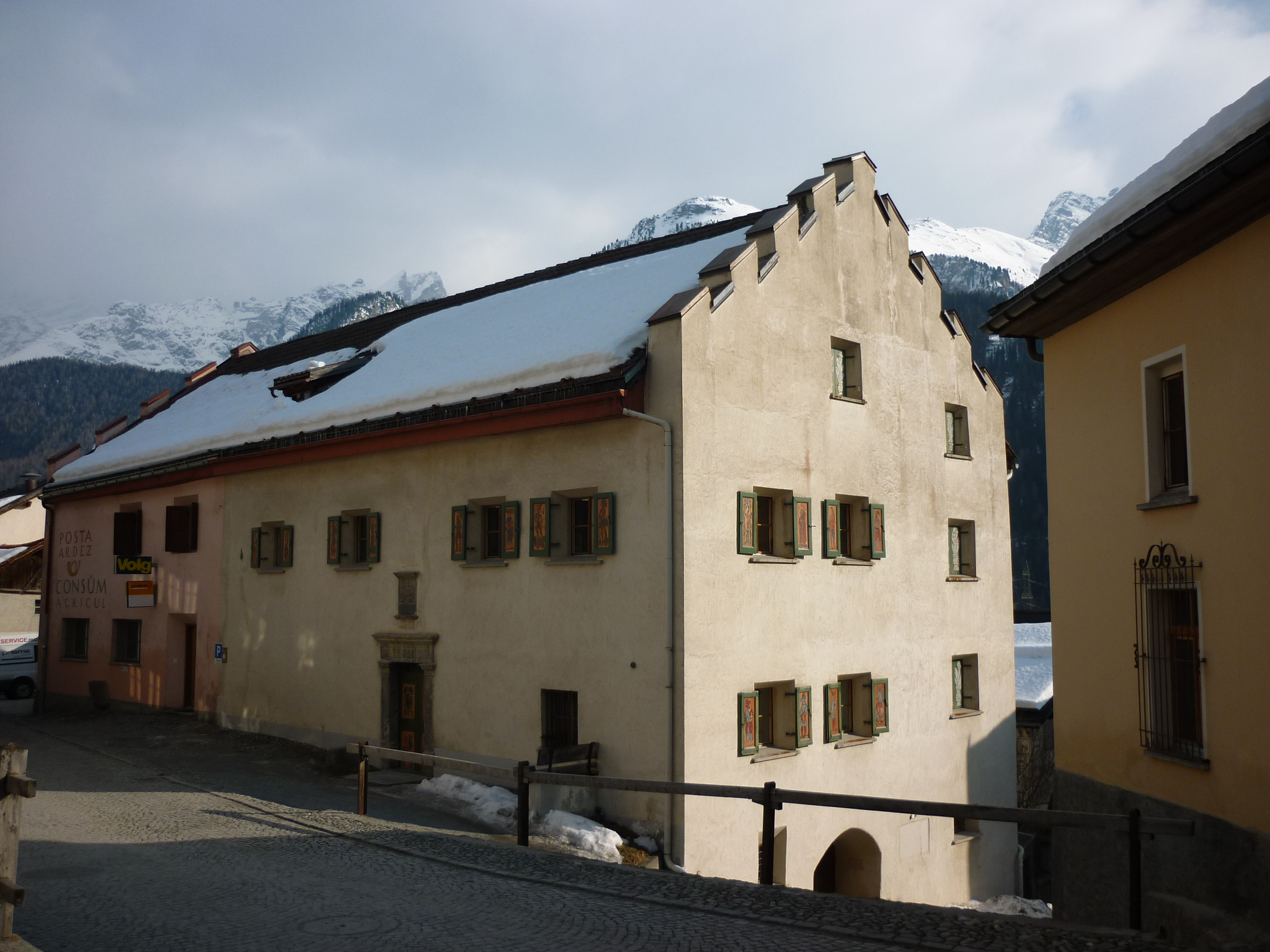
Plantahaus mit Treppengiebel
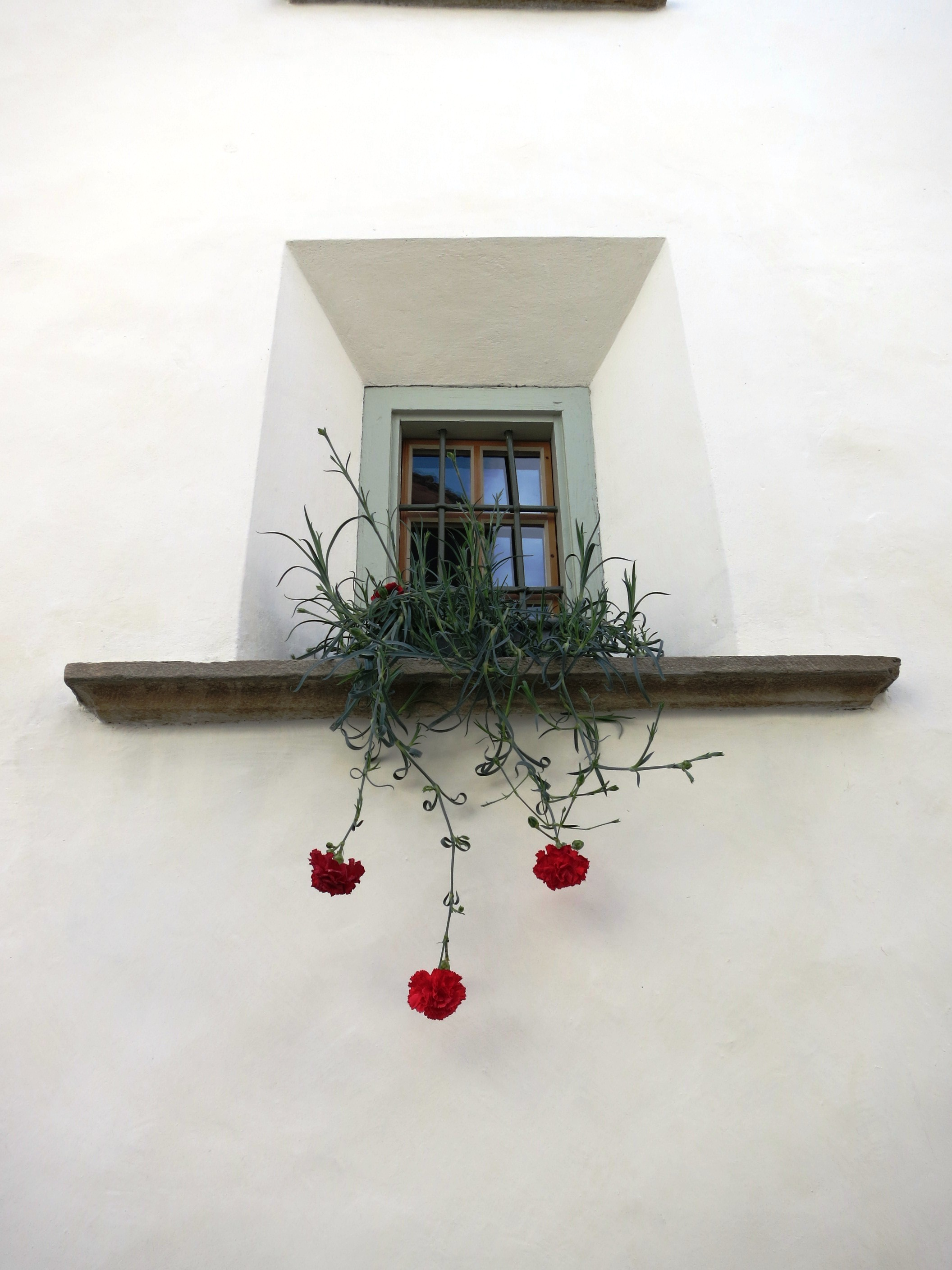
Gebirgshänge- oder Hängenelken

## Grundrissgestaltung

### Untergeschoss

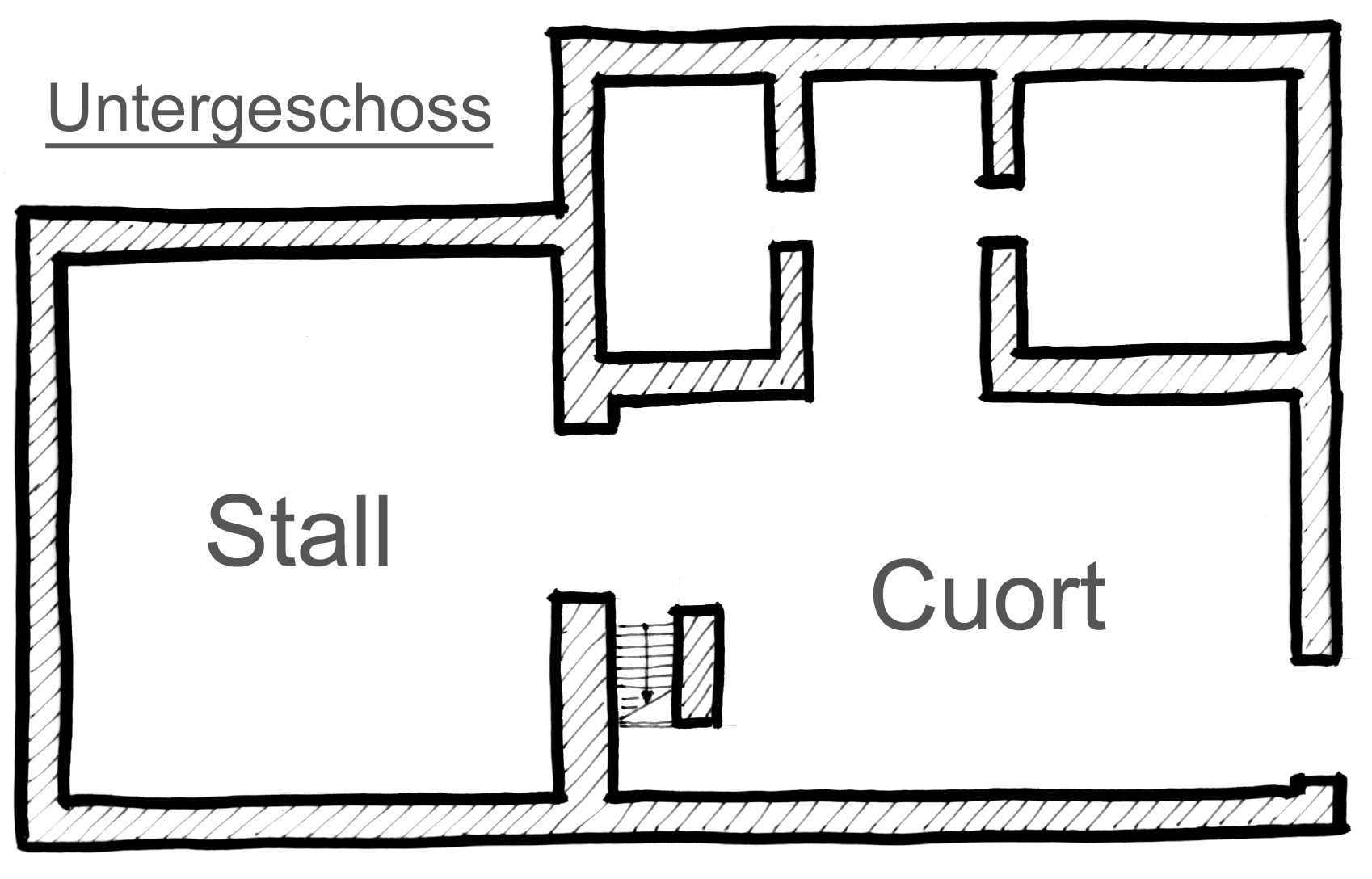
Grundriss Untergeschoss

Der untere Torbogen führt in die Cuort, einem gedeckten Stallhof, der den Zugang zum Viehstall im hinteren Gebäudeteil unter dem Heustall (Scheune), zum Hühnerstall und zu Vorratskellern unter der Küche erschließt. In der Cuort befindet sich der Misthaufen, Wagen und Schlitten. Das ganze Untergeschoss ist aus dicken Bruchsteinmauern gebaut und mit Balken und Bohlen aus Lärchenholz überdeckt.

### Erdgeschoss

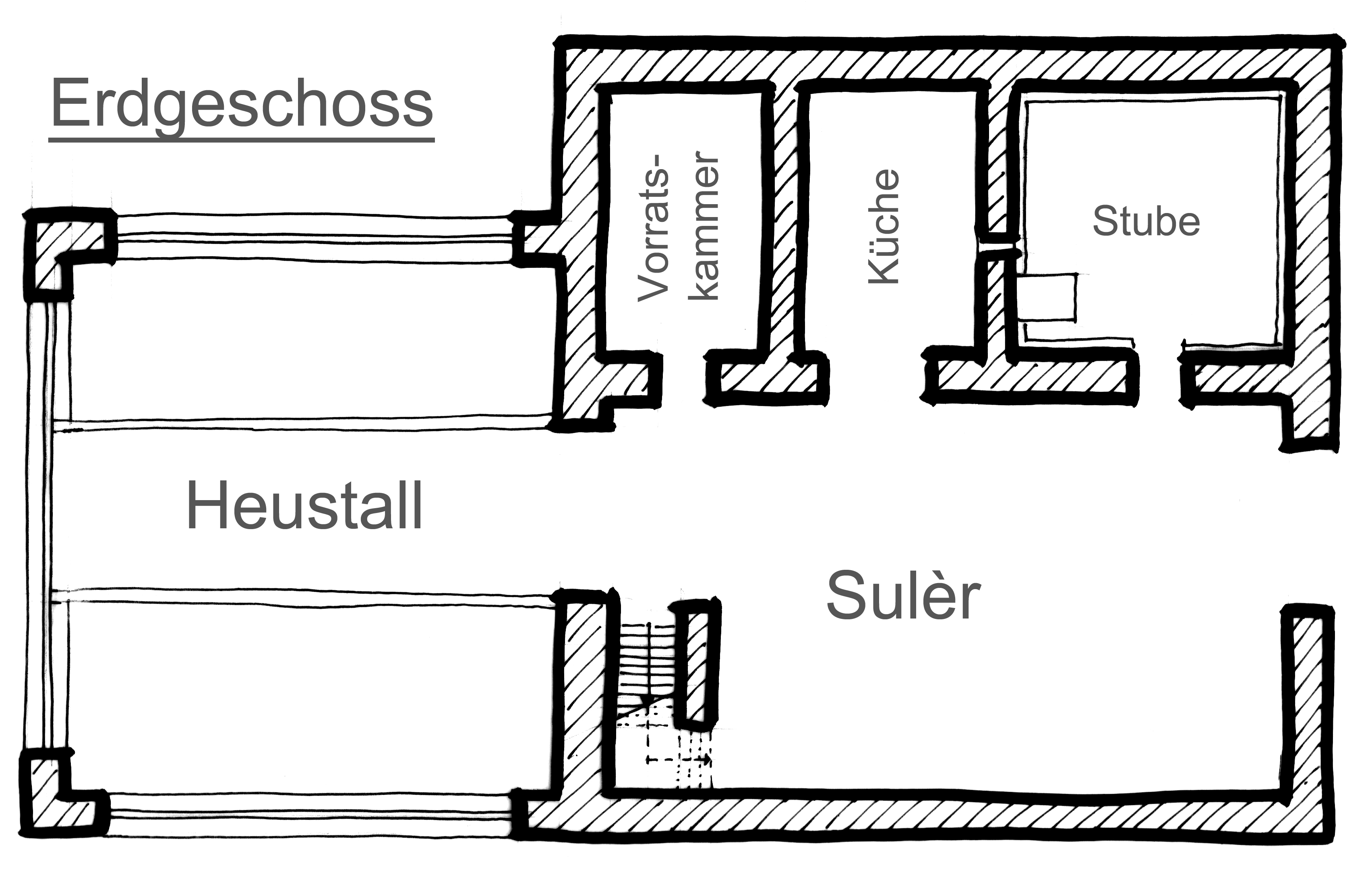
Grundriss Erdgeschoss

Das obere Tor, welches genügend groß für ein beladenes Heufuder (der damals relativ kleinen Heuwagen oder tragliun) ist, führt in den Sulèr (piertan), den Vorraum für die Erdgeschossräume, der gleichzeitig Durchfahrt zur Scheune – die über dem Stall liegt – ermöglicht. Beim herrschaftlichen Haus fehlt diese Durchfahrt mit Pferde- und Ochsenwagen, weil sie weder erwünscht noch notwendig war. Neben dem Tor lädt oft eine Bank zum Ausruhen nach der Arbeit ein, wo man auch an einem Schwatz mit den Passanten nicht abgeneigt ist. 
Längs des Sulèr befindet sich auf der Eingangsseite die Stüva, die Wohnstube, dahinter die Küche (chadafö) und eine Vorratskammer (chombra oder chamineda). Der Küchenboden ist auf gleicher Ebene wie der Sulèr, die Stüva liegt ein oder zwei Stufen höher. Gegenüber dem Eingangstor führt ein weiteres Tor zum Eral, einer festen Brücke von der aus die Quartas, die Heubühnen erreicht werden können. Die Quartas nehmen die gesamte Breite und Höhe des Hauses ein und haben oft eine grössere Grundfläche als der Wohnteil. Sie werden nur über diesen erschlossen. 
Der Sulèr war im Bauernhaus traditionell Arbeitsraum, oft auch Tenne und diente im Sommer auch als Esszimmer. In vornehmeren Häusern hatte der Sulèr als Eingangsraum auch repräsentative Funktionen. Im Holztor, das nur bei der Heuernte ganz geöffnet wird, befindet sich eine zweiteilige Türe, deren oberer Teil im Sommer offen steht.

#### Stube («stüva»)
Die Stube besteht aussen aus einem rohen Strickbau. Zusammen mit dem obenliegenden Schlafzimmer war dies einst der einzige Wohnteil des Hauses.  In Häusern nach 1600 ist die Stube innen mit Arve getäfert und verziert. Die Decke, welche wie der Boden auch aus Holz gefertigt ist, liegt auf einem etwa 20 cm hohen Rahmen über einem hölzernen Fries. Sie wird durch einen Mittelbalken getragen. 
Neben der Türe und an der Wand zur Küche befindet sich ein grosser gemauerter Ofen, der von der Küche aus beheizt wird und das ganze Haus wärmt. Gleich daneben ist die Durchreiche zur Küche. Dazwischen befindet sich ein Klapptisch. Hinter dem Ofen geht eine kleine steile Treppe ins Schlafzimmer im Obergeschoss. Zwischen Tür und Fensterwand steht das bis an die Decke reichende, oft nussbaumene und je nach Wohlstand der Besitzer reich geschnitzte oder zierlich eingelegte Buffet. 
In der traditionellen Stüva war der hintere Teil des Ofens durch ein Gitter oder einen Vorhang abgetrennt und diente zum Trocknen der Kleider und Schuhe sowie als Ankleideraum vor der nicht geheizten Schlafkammer.
Falls die Sicht zum Brunnen dies erfordert, ist an der Aussenmauer ein kleiner Erker angebaut.

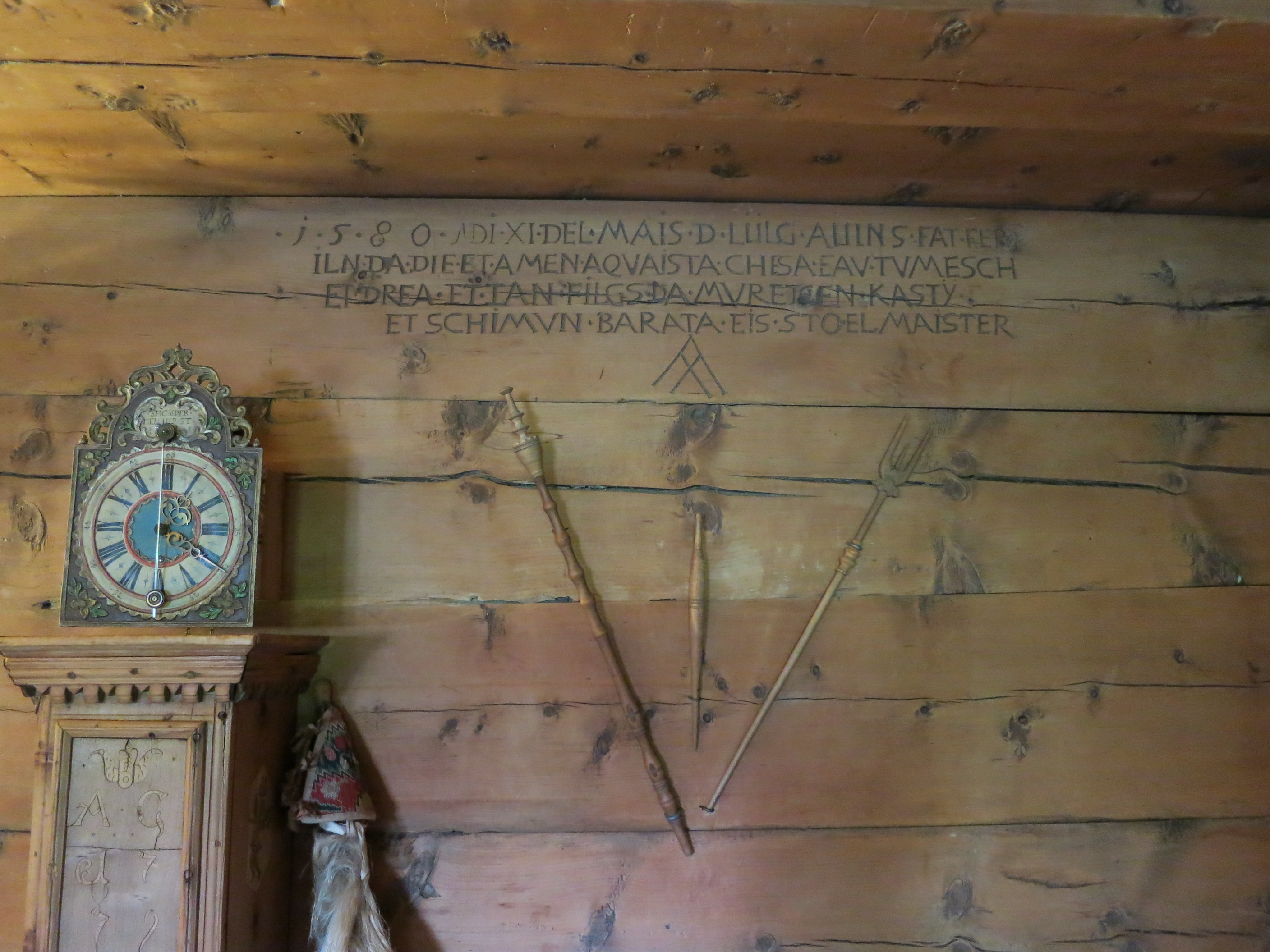
Stube Brail, Strickbau 1580
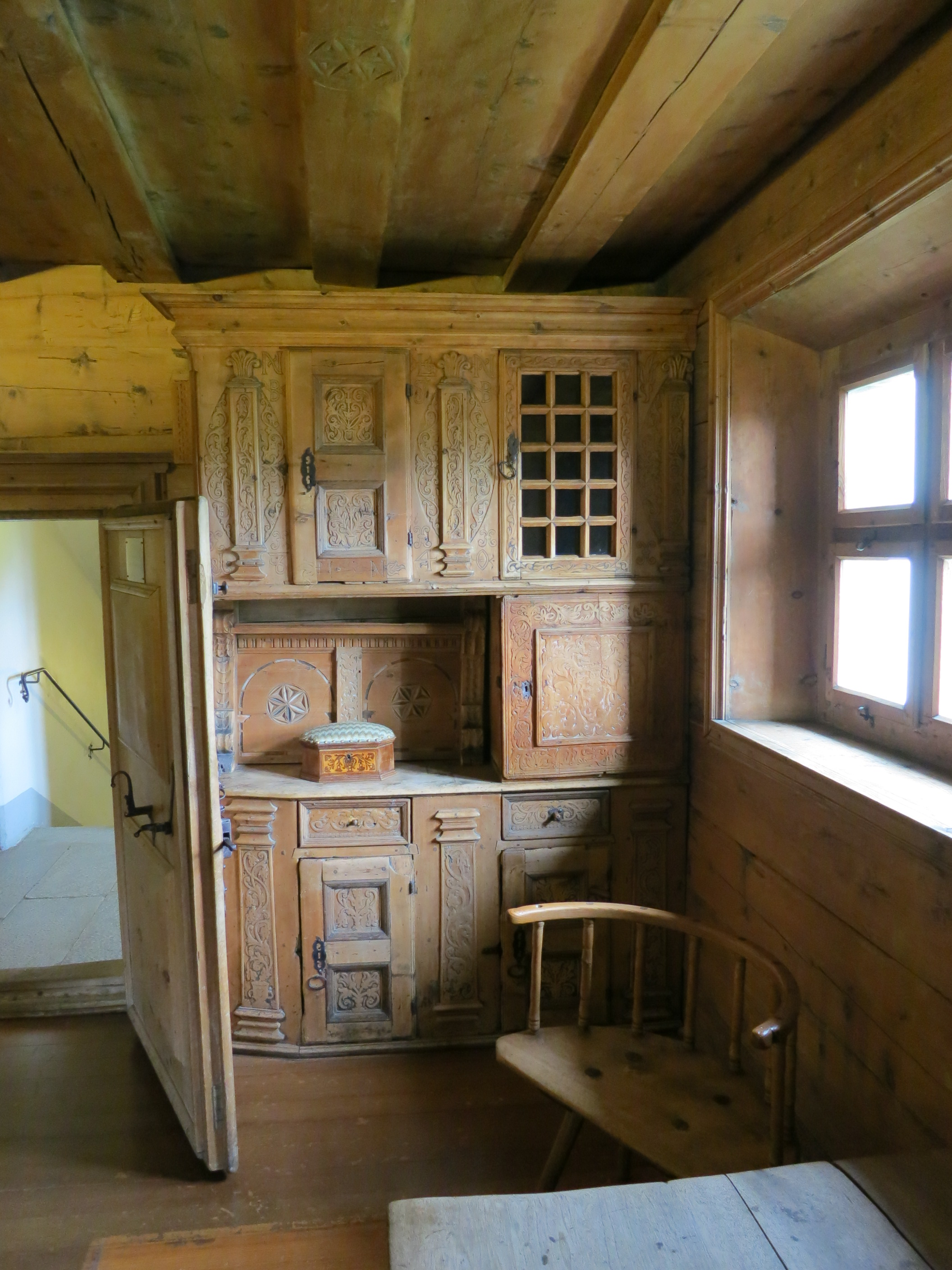
Deckenbalken mit Medaillons
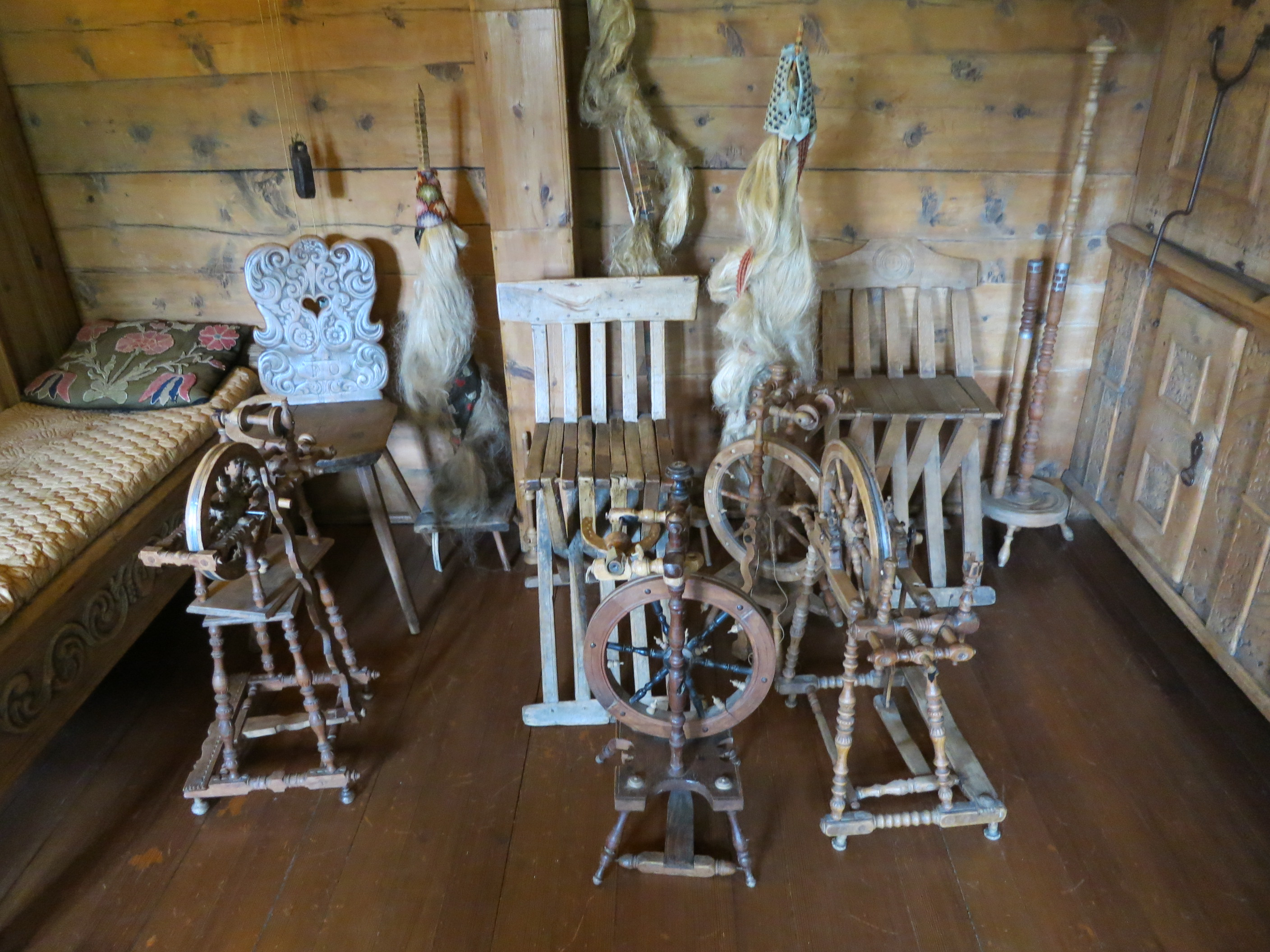
Gemeinsam spinnen (saira da filadè)
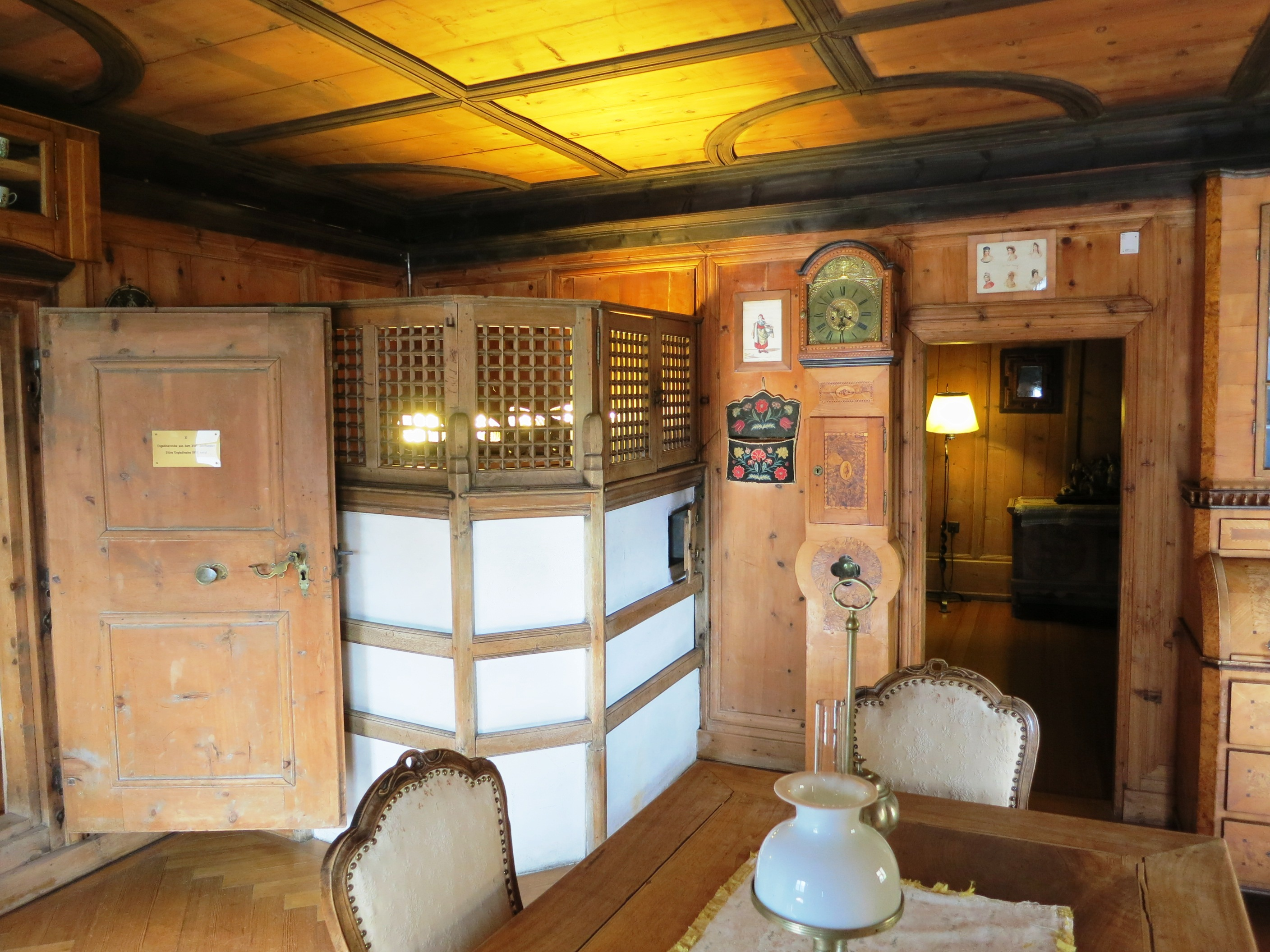
Engadinerstube 18. Jh.

#### Küche («chadafö»)

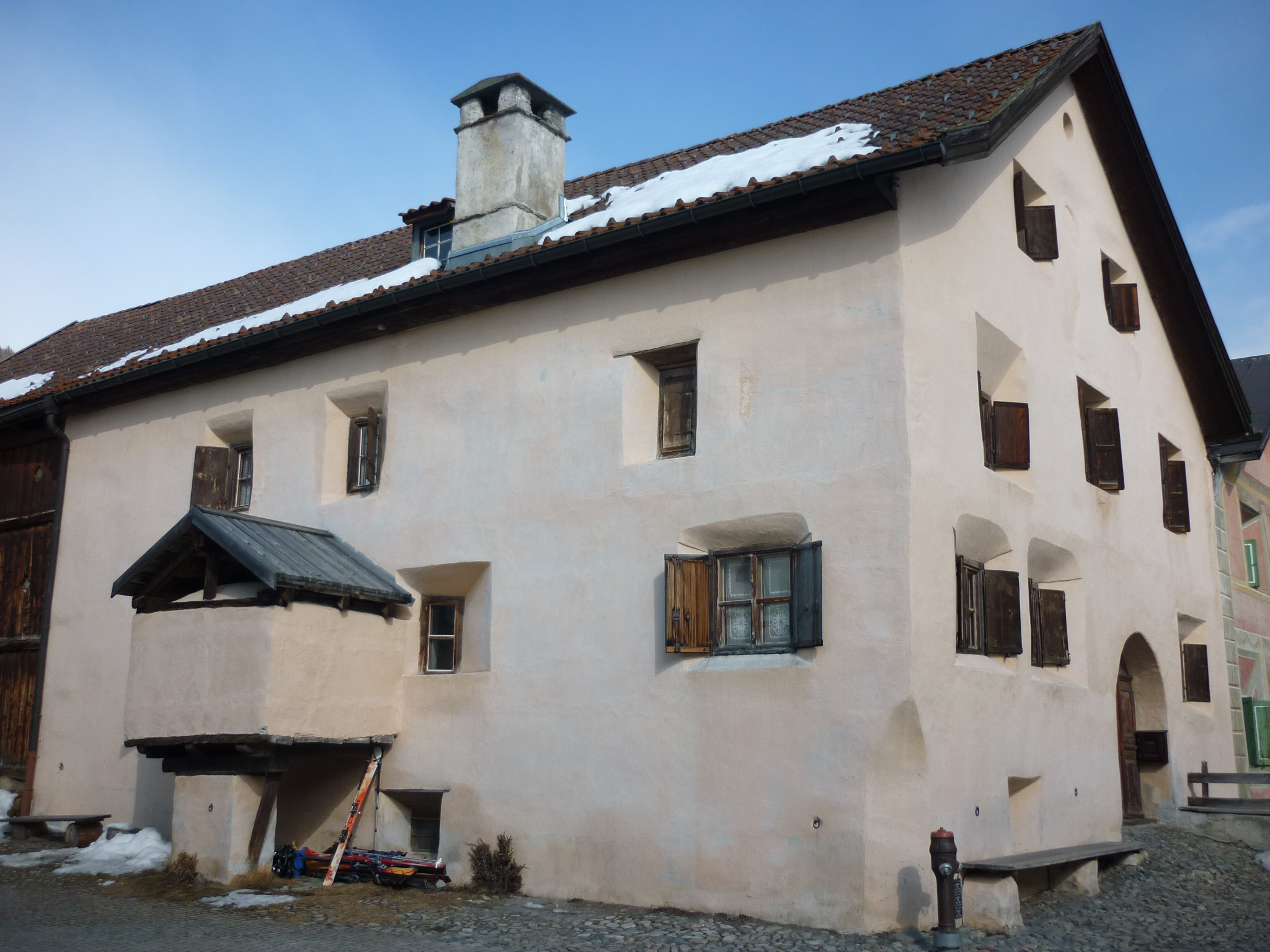
Haus mit Backofen an der Aussenwand in Guarda

Die Küche war bis zum 19. Jahrhundert der einzige Ort des Hauses, in welchem Feuer entfacht wurde. Neben dem Feuerloch und der Durchreiche in die Stube befindet sich der Herd.  An der Aussenwand kragt oft ein Backofen aus der Fassade, wenn der Platz in der Küche dafür nicht ausreicht. Da die Feuerstellen lange keinen eigenen Rauchabzug hatten, war die Küche russgeschwärzt und diente auch als Räucherkammer.  Einige Häuser verfügen über ein kleines Loch unterhalb der Küchendecke, welches als Kamin diente. Andernorts zog der Rauch durch den Sulèr ab. Nebst Tisch und Geschirrschrank befanden sich keine anderen Möbel in der Küche. 

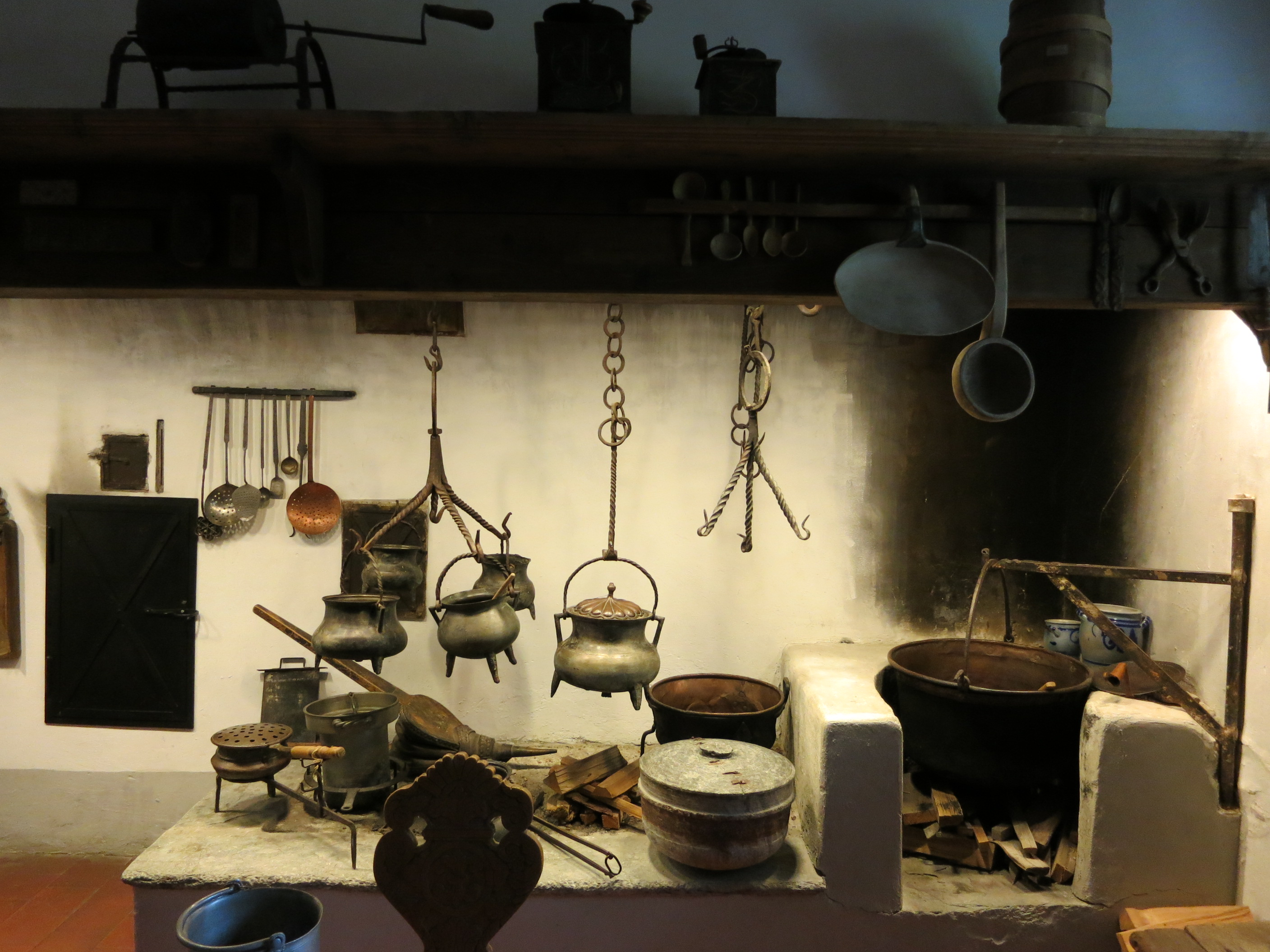
Feuerplatte (platta) und Kaminmantel über offener Feuerstelle (chappa dal chamin)
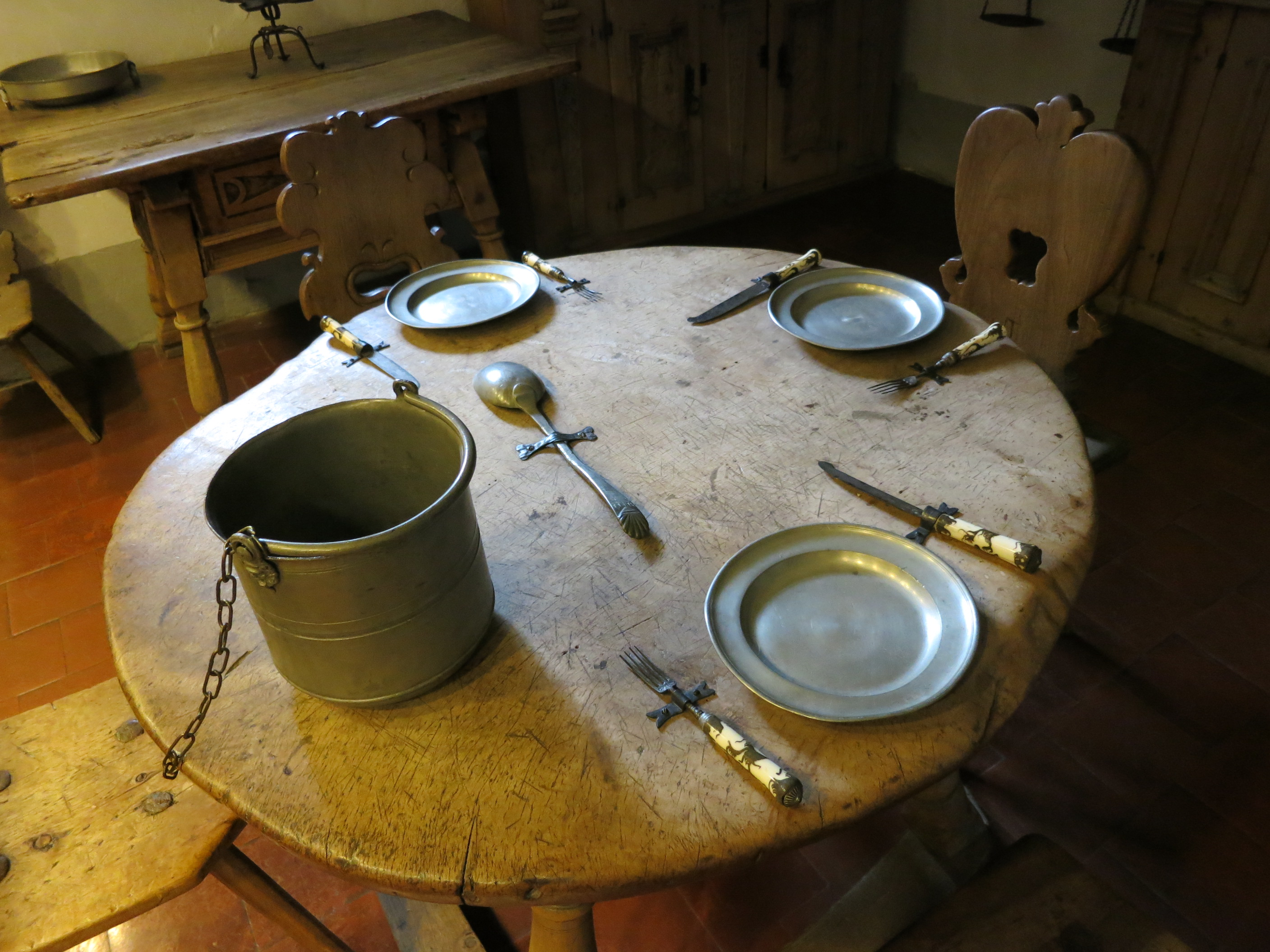
Esstisch
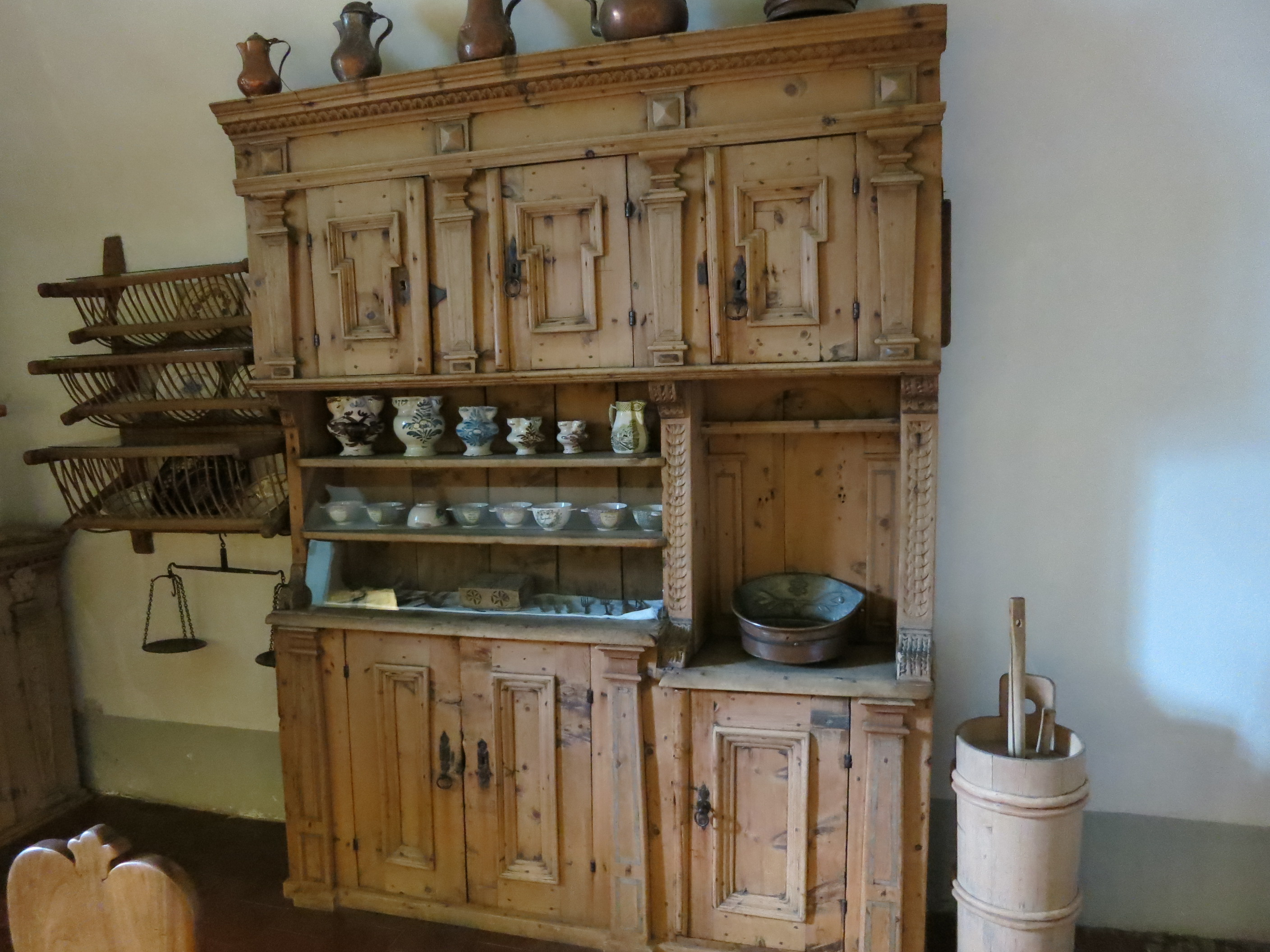
Küchenbuffet

#### Vorratskammer («chaminada»)
Die Vorratskammer ist in der Regel etwas geräumiger als die Küche und mit einer Gewölbe- oder einer Holzdecke versehen. Hier wurden Lebensmittel in Truhen oder an (mäusesicheren) Rundhölzern unter der Decke gelagert.

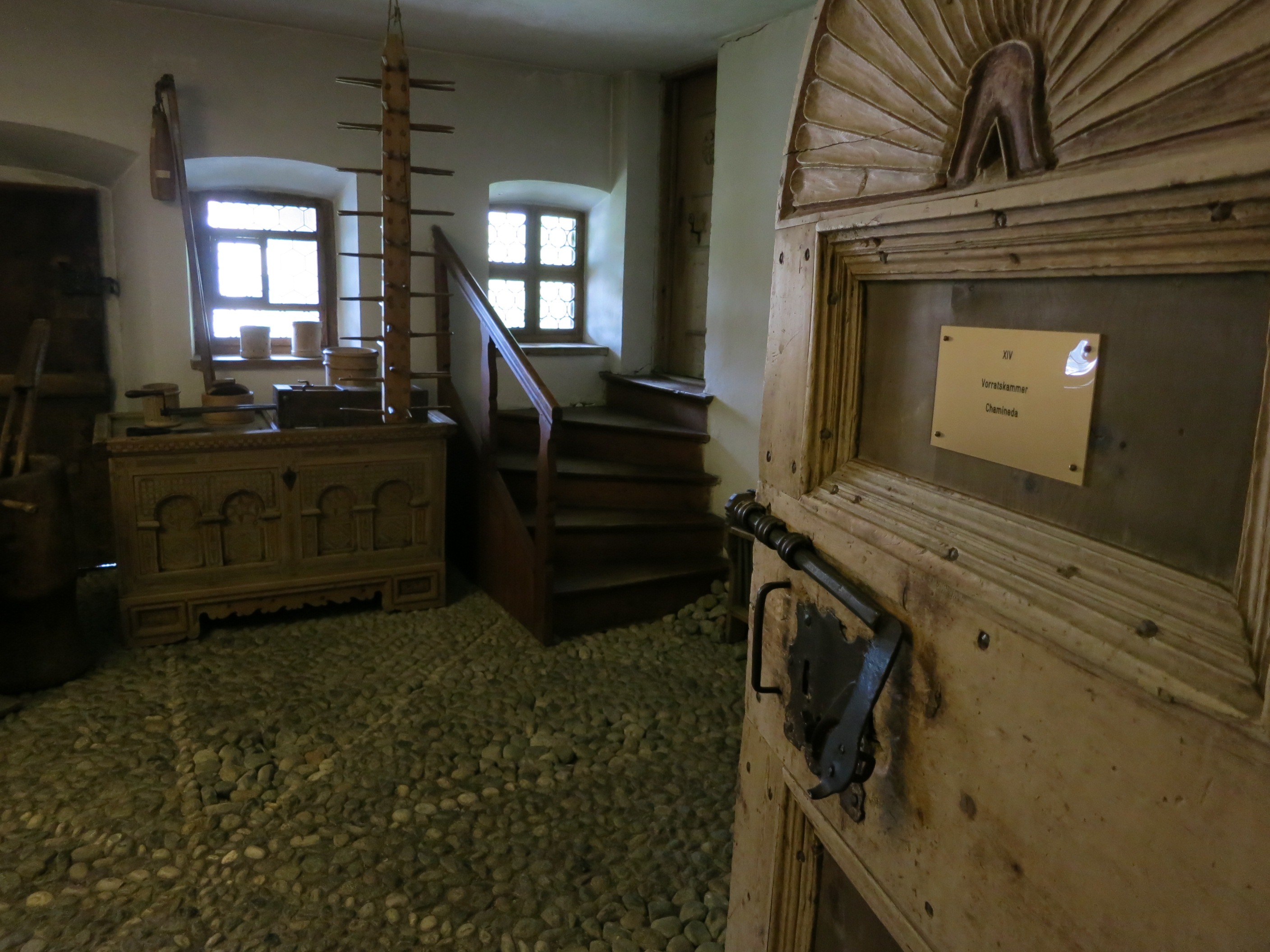
Vorratskammer

### Obergeschoss («palantschin»)
Das Obergeschoss wird auch durch ein abschliessbares Treppenhaus auf der Rückseite des Sulèr erreicht und  war ursprünglich zum Dach und zur Scheune hin geöffnet. Im Laufe der Zeit wurden Ökonomie- und Wohnteil  durch ein Tor getrennt. Über der Stube befindet sich das Schlafzimmer. Über Küche und Vorratskammer sind weitere Vorratsräume oder  Schlafkammern für Knechte etc. zu finden. In den Häusern reicher Familien befindet sich eine Prunkstube (stüva sura) im freien Raum gegenüber den übrigen Zimmern.  
Um Platzproblemen bei Güterzusammenlegungen (z. B. bei Heirat) vorzubeugen, konnte der Heustall in manchen Häusern über den Schlafkammern erweitert werden. Davon zeugen kleine Lüftungsfenster.  

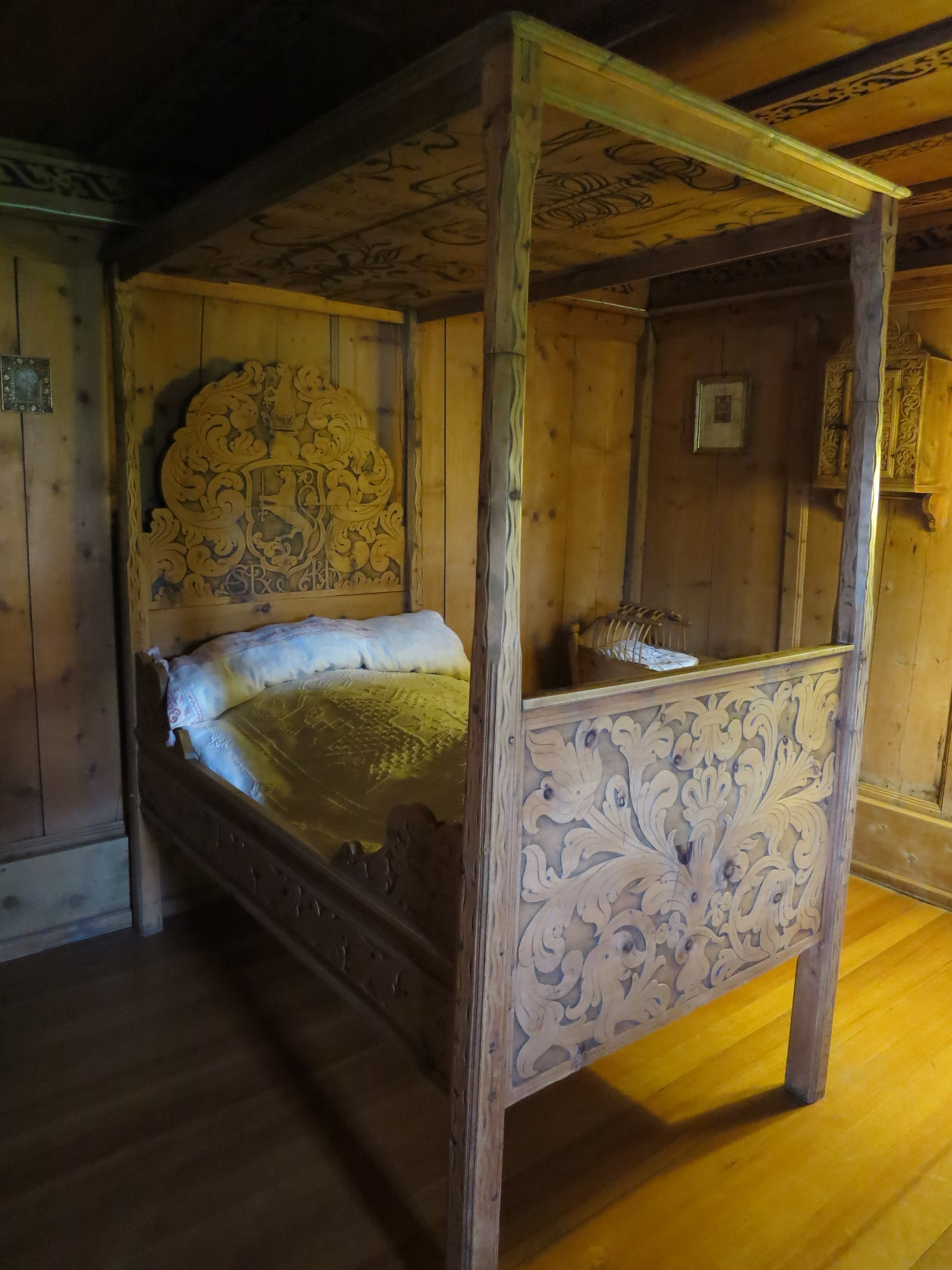
Himmelbett der Pestzeit um 1575
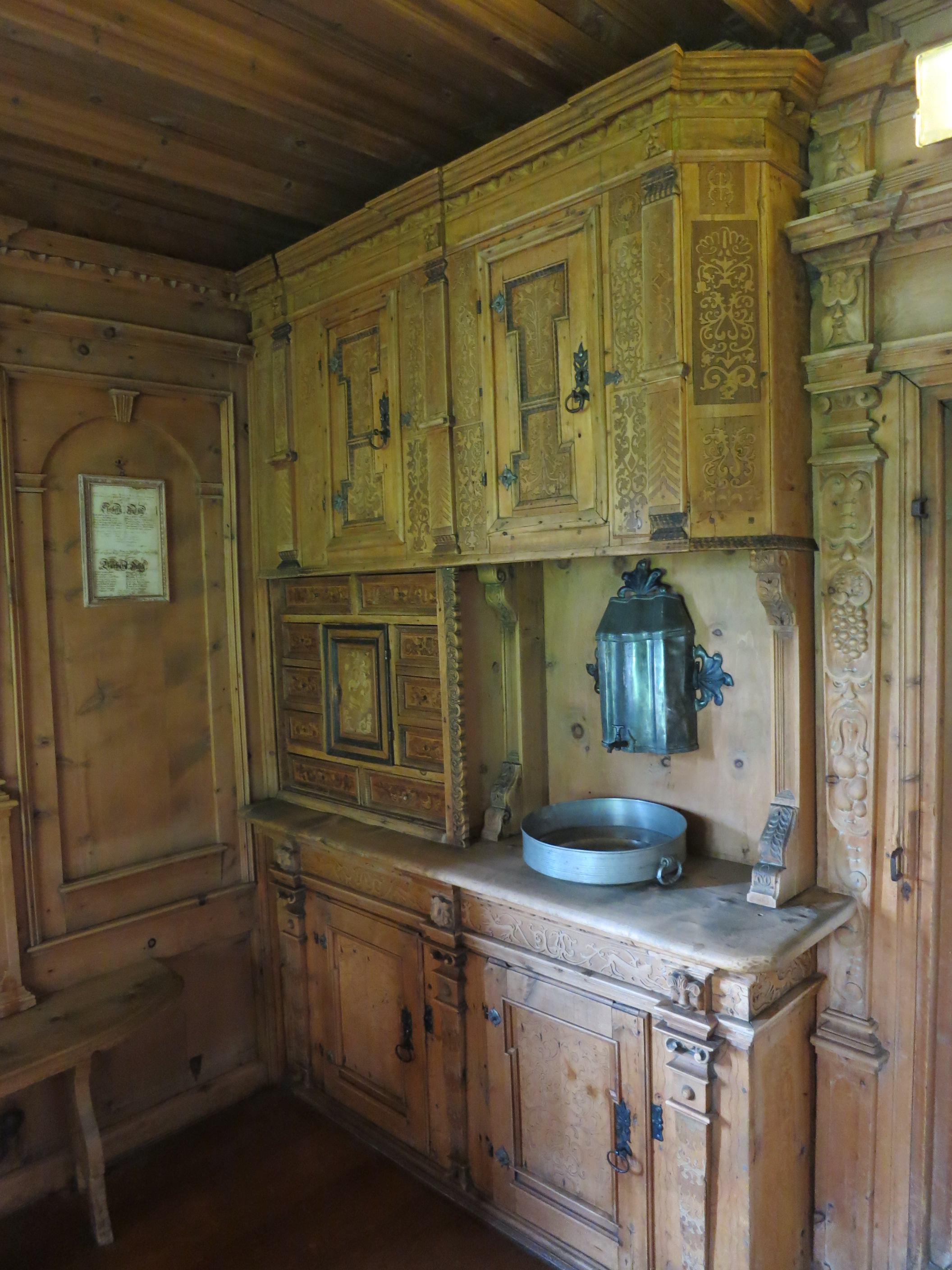
Prunkstube Zuoz 1670
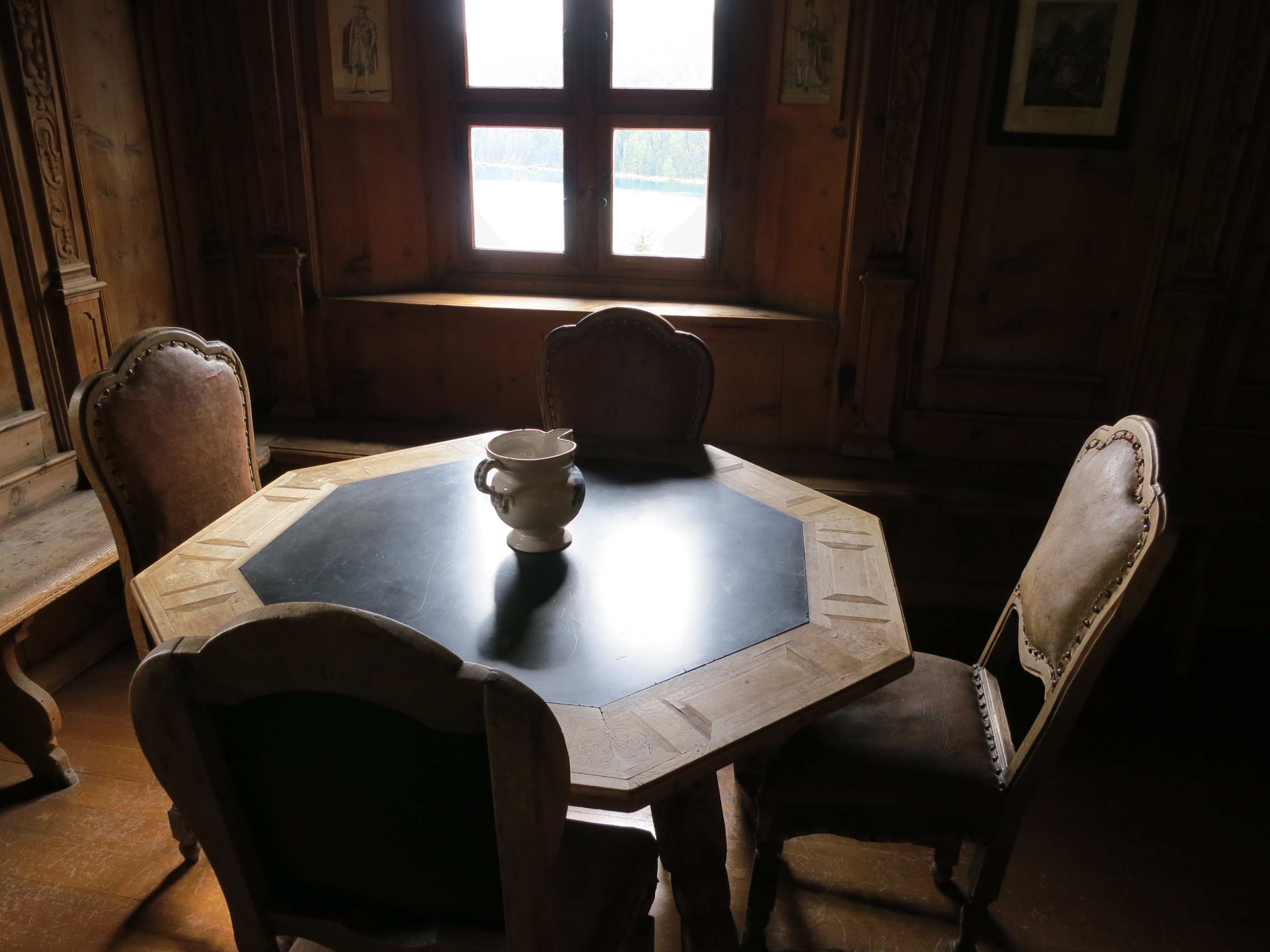
Bauernhaus, obere oder bessere Stube, 17. Jh.

## Bauherren und Architekten
Die herrschaftlichen Engadinerhäuser gehen auf die durch fremde Kriegsdienste und Ämter in den Talschaften Graubündens reich gewordenen Bündner Adelsfamilien wie die von Salis und von Planta sowie dem Dorfadel zurück. Die Chesa Planta in Samedan ist ein Herrenhaus im Engadiner Stil, bei dem der Stallbereich selbstverständlich nicht in das Gebäude integriert war. Erbaut wurde es 1595 von der Familie von Salis und ist seit 1817 im Besitz der von Planta. Auch die in ihre Heimat zurückgekehrten erfolgreichen Engadiner Zuckerbäcker errichteten zahlreiche Engadinerhäuser und Palazzi. 
Die Architekten  Nicolaus Hartmann (1880–1956) und Iachen Ulrich Könz (1899–1980) haben sich als Architekten, Restauratoren und Autoren um das Engadinerhaus verdient gemacht.

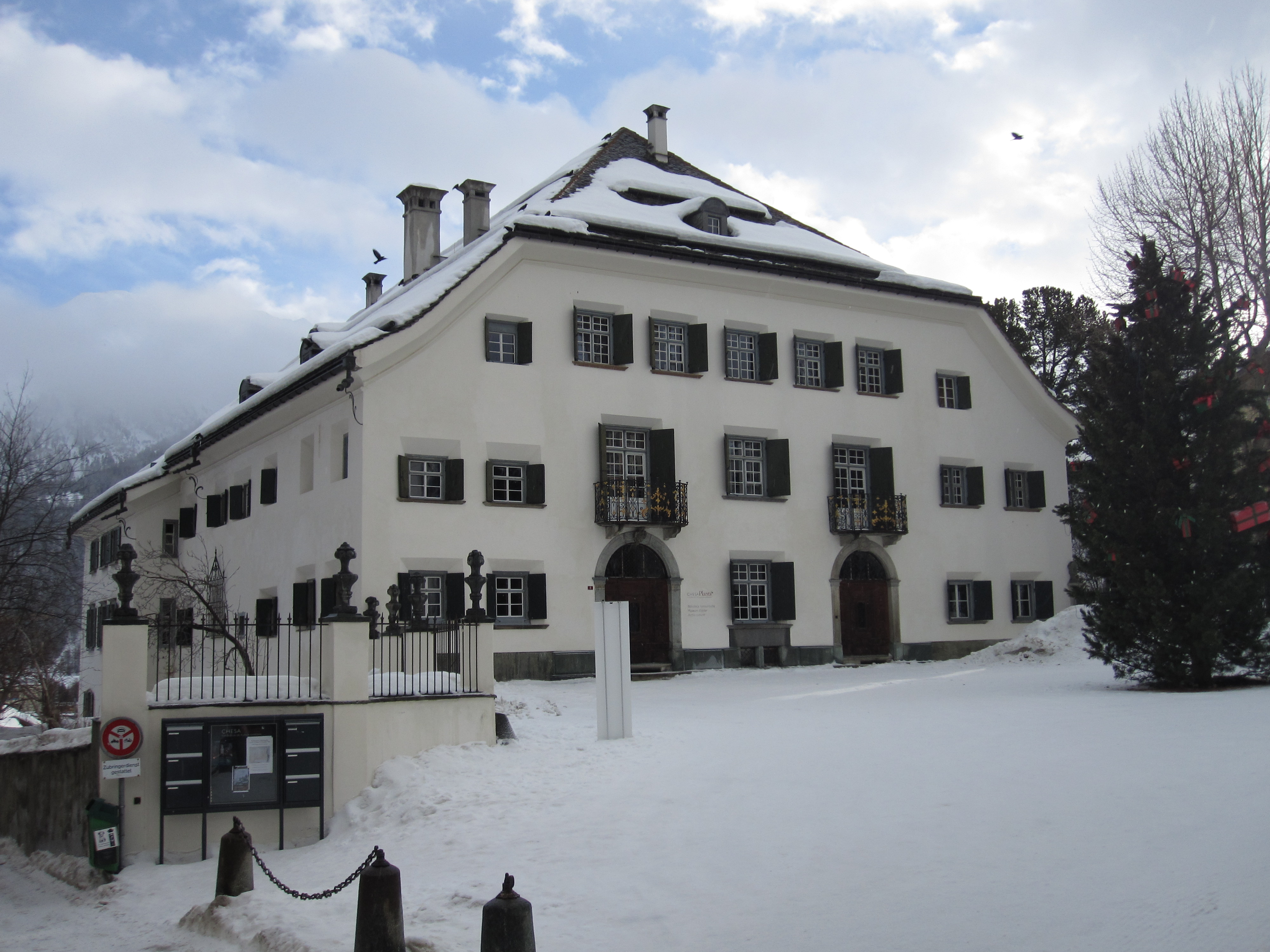
Chesa Planta in Samedan (1595)
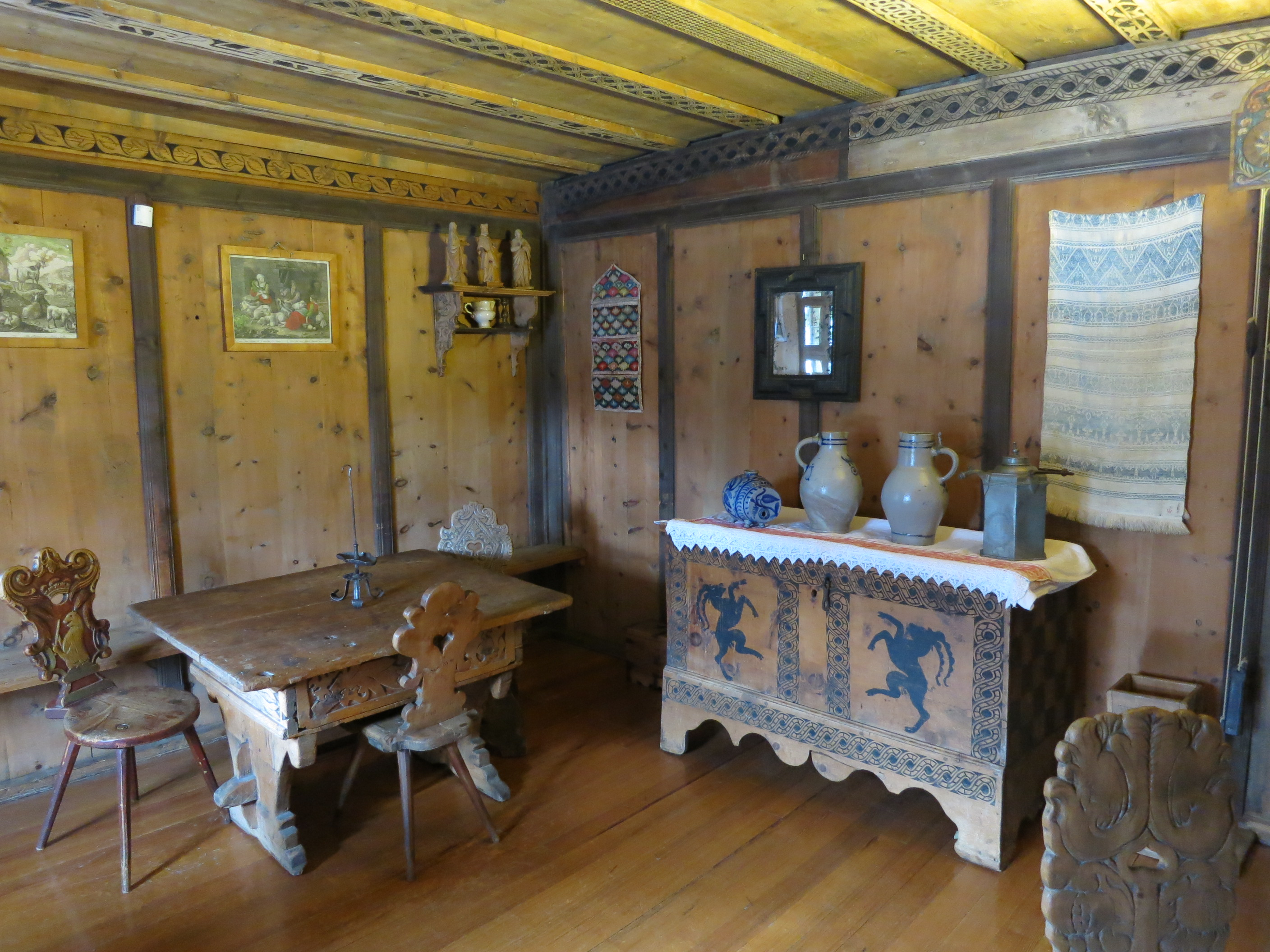
Gaststube Herberge Savognin 1579
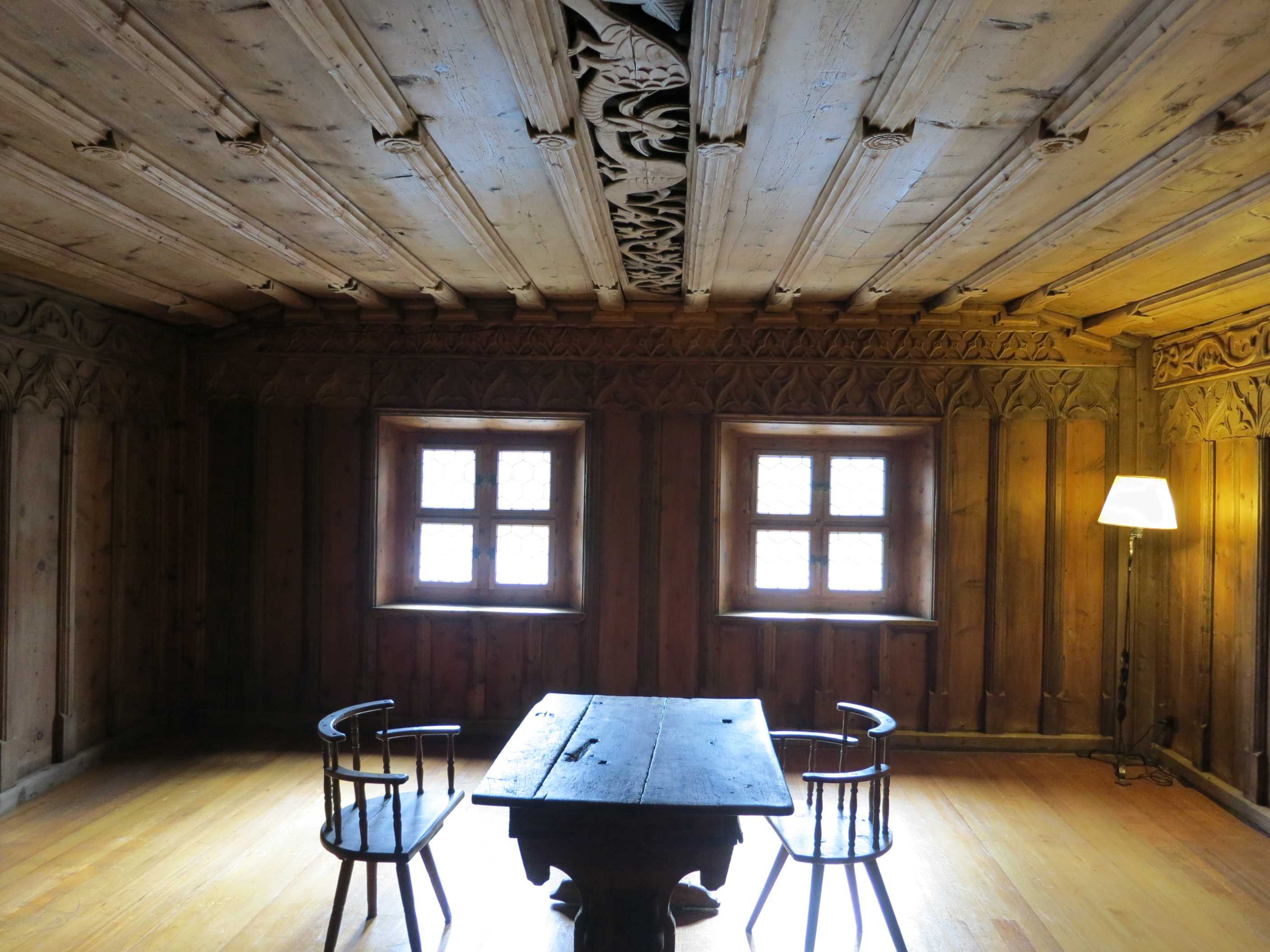
Bischöfliche Domänenverwaltung Savognin vor 1300
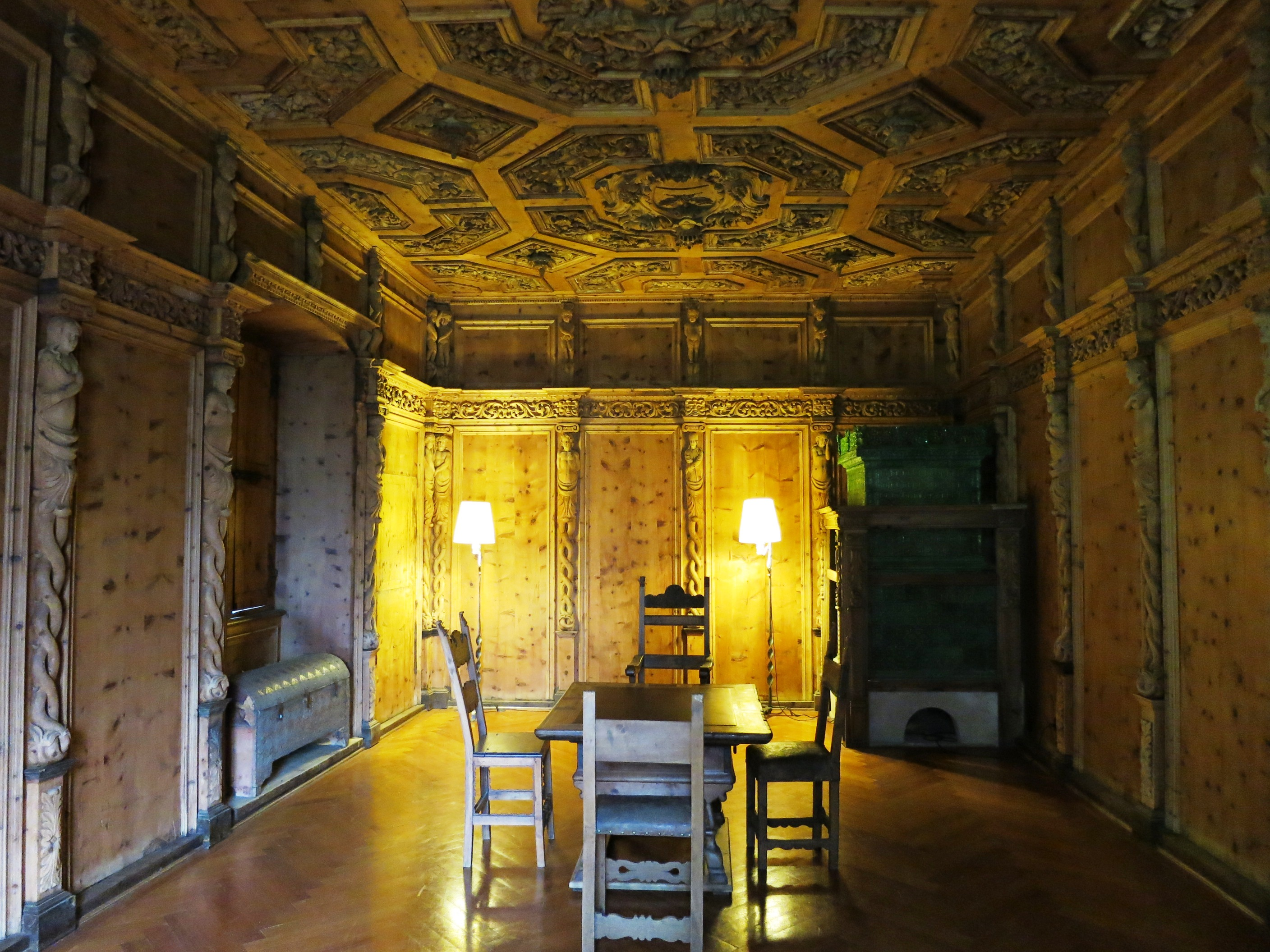
Prunksaal Visconti-Venosta, Grosio, 17. Jh., ehemaliger Gerichtssaal, in dem zum Veltliner Mord angestiftet worden sei

## Das Engadinerhaus in der heutigen Zeit
Das Engadinerhaus ist wie die meisten traditionellen alpenländischen Bauformen vom Verschwinden bedroht. Besonders im Oberinntal wurde es größtenteils durch Hotelbauten im sogenannten Alpenländischen Stil ersetzt. Im Engadin und im Vinschgau werden zwar auch keine neuen Engadiner Häuser mehr gebaut, doch hier achtete man eher auf den Erhalt der malerischen Ortsbilder, wodurch viele Dörfer ihr typisches Aussehen in unsere Zeit hinüberretten konnten. Bei  Neubauten im Ober- und Unterengadin dominiert der sogenannte Engadinerstil, welcher diverse Merkmale des Engadinerhauses (Fensterfluchten, Sgraffito-Technik, Rundbogentore) beinhaltet. Im Vinschgau und auch im Engadin bemüht man sich, die Engadiner Bauform zu bewahren und modernen Wohnwünschen anzupassen, wodurch sich diese Häuser gut in die Landschaft integrieren.

## Museen

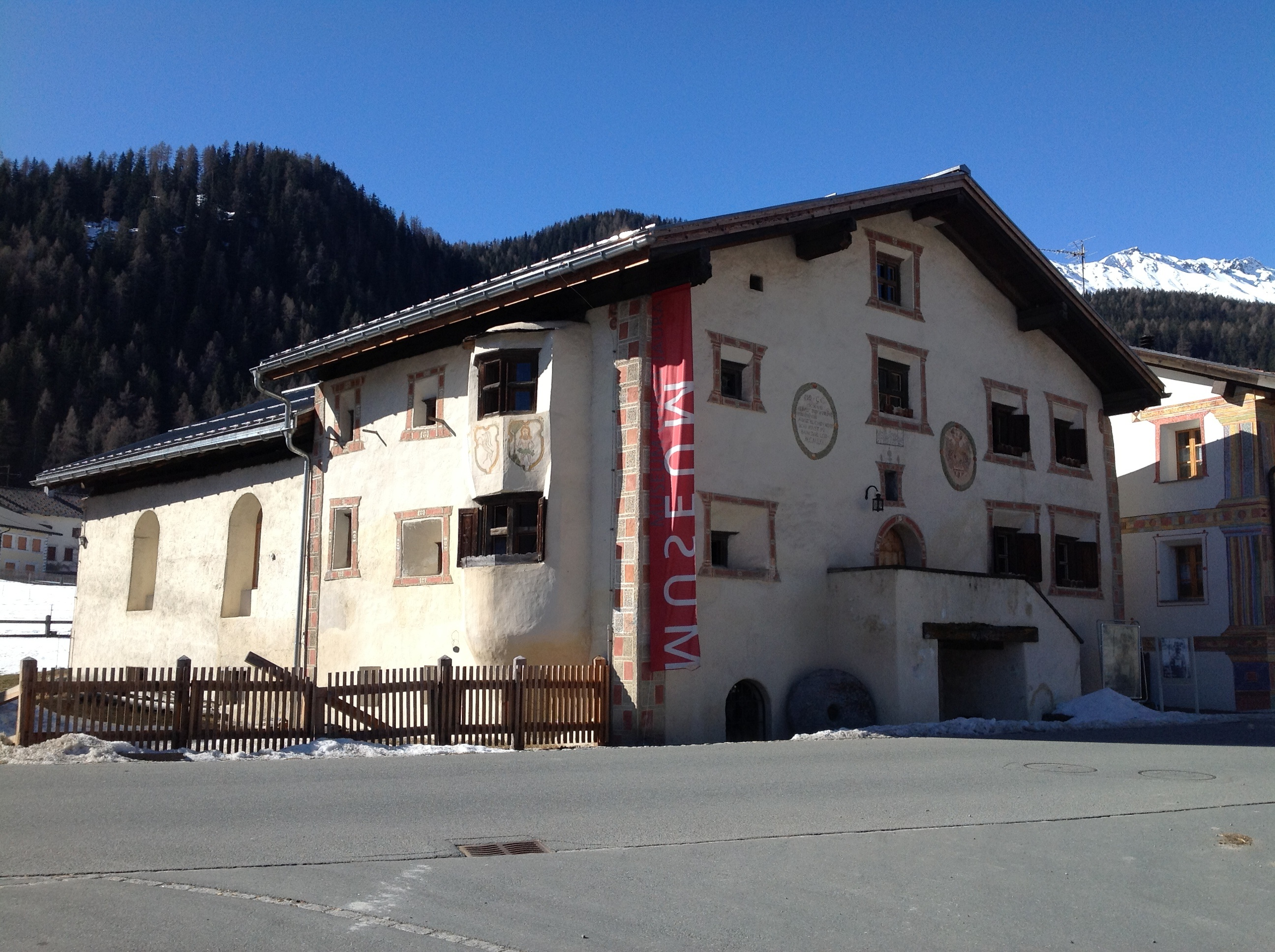
Museum Chasa Jaura in Valchava

- Das Unterengadiner Museum im Engadinerhaus Chà Gronda («Grosses Haus») in Scuol Sot zeigt unter anderem das gesamte Inventar des traditionellen Engadinerhauses mit allen Räumlichkeiten und dem ehemaligen landwirtschaftlichen Gerät des Unterengadins.
- Das Museum Alpin in Pontresina hat dem Engadinerhaus eine Dauerausstellung gewidmet. Das Engadiner Museum in St. Moritz beherbergt gesammelte Interieurs aus dem Engadin und umfasst eine Zeitspanne vom 13. bis ins 19. Jahrhundert. Die Sammlung reicht von Stuben aus verschiedenen Jahrhunderten, einem Prunksaal eines Patrizierhauses, einer rauchgeschwärzten bäuerlichen Engadiner Küche bis zu einem Himmelbett aus der Pestzeit.
- Auch das Ortsmuseum Bergün befindet sich in einem alten Engadinerhaus, das im 16. Jahrhundert erbaut wurde und dessen Räumlichkeiten und Einrichtungen grösstenteils ursprünglich belassen wurden.
- Das in einem Engadinerhaus untergebrachte Museum Stamparia in Strada im Engadin war bis 1880 eine Druckerei für bedeutende Schriften der romanischen Literatur.
- Im Museum Chasa Jaura in Valchava wird neben zeitgenössischer Kunst die historische Wohn- und Lebenskultur im Münstertal gezeigt.

## Filme
- Engadiner Bauernhäuser. Dokumentarfilm, Deutschland, 2000, 28:30 Min., Buch und Regie: Dieter Wieland, Produktion: Bayerischer Rundfunk, Reihe: Topographie, Inhaltsangabe von ARD und Online-Video ARD Mediathek.

- Da vender: chasa engiadinaisa. («Zu verkaufen: Engadinerhaus.») Dokumentarfilm, Schweiz, 2010, 26:10 Min., Buch und Regie: Susanna Fanzun, Produktion: Televisiun Rumantscha, Filminformationen und online-Video (rätoromanisch mit dt. Untertiteln).